# Német labdarúgó-válogatott
A német labdarúgó-válogatott (németül: Die deutsche Fußballnationalmannschaft) Németország nemzeti csapata, amelyet a Német labdarúgó-szövetség (németül: Deutscher Fußball-Bund, DFB) irányít. A szövetséget 1900. január 28-án alapították. A FIFA-nak 1904 óta tagja, míg az UEFA tagjai közé 1954-ben került be. 1950-től 1990-ig nyugatnémet labdarúgó-válogatottnak vagy NSZK labdarúgó-válogatottnak hívták. A második világháború után a DFB-nek a Német Szövetségi Köztársaságban volt a székhelye, ezért egyszerűen Nyugat-Németországként utaltak rá. A szövetség folytatta a munkáját, így a FIFA teljes körűen visszavette a tagjai közé az 1950-es labdarúgó-világbajnokságot követően, ennek köszönhetően a nemzeti csapat indulhatott a nemzetközi tornákon, valamint megtarthatta az összes korábbi eredményét. A megosztottság alatt két másik „nemzeti” válogatottat is elismert a FIFA: a Saar-vidéki labdarúgó-válogatottat (1950–1956) és az NDK labdarúgó-válogatottat (1952–1990). Mára mindkettő beolvadt a mai német válogatottba az eredményeikkel (válogatottság, gólszerzők) együtt. A hivatalos FIFA-kód 1990-ben FRG-ről GER-re változott.
Németország egyike a világ legsikeresebb válogatottjainak. Négy alkalommal nyerték meg a világbajnokságot és három alkalommal az Európa-bajnokságot. Emellett a világ egyik legkiegyensúlyozottabb válogatottja is, a három világ- és kontinensbajnoki cím mellett négyszer voltak vb ezüstérmesek, háromszor Eb ezüstérmesek, valamint négy alkalommal szereztek bronzérmet a világbajnokságon, háromszor pedig az Európa-bajnokságon.
A német válogatott az 1976-os labdarúgó-Európa-bajnokságon a Csehszlovákia ellen elveszített büntetőpárbaj óta nem kapott ki nemzetközi tornán a büntetőpárbaj során.
A német válogatott különös kapcsolatban áll Svájccal: ellenük játszotta az első hivatalos mérkőzését, az első mérkőzését az első világháború után 1920-ban, az első mérkőzését a második világháborút követően 1950-ben, amikor a németek még el voltak tiltva a legtöbb nemzetközi tornáról, valamint az 1990-es újraegyesülés után is a svájciakkal mérkőztek meg először. A válogatott első győzelmét is Svájc ellen aratta, 1909. április 4-én 1–0 arányban bizonyultak jobbnak. A Nationalelf Svájcban nyerte meg az első nemzetközi tornáját is, az 1954-es labdarúgó-világbajnokságot.
Németország azzal büszkélkedhet, hogy az első, és egyetlen csapat, amelynek a kapusa megkapta a világbajnoki aranylabdát. A 2002-es világbajnokságon a torna legjobb játékosának Oliver Kahnt választották. Ezen kívül Harald „Toni” Schumacher 1986-ban a szavazáson a második helyen végzett.
A német az egyetlen olyan nemzet a világon, amely a férfi- és a női világbajnokságot is meg tudta nyerni. A férfiak 1954-ben, 1974-ben, 1990-ben és 2014-ben lettek világbajnokok, míg a női csapat 2003-ban és 2007-ben szerzett aranyérmet.
Németországban a válogatottat Nationalmannschaftnak (nemzeti csapat) vagy Nationalelfnek (nemzeti tizenegy) nevezik, a külföldi médiában viszont Mannschaftként utalnak rá (aminek szó szerinti jelentése: csapat).

## Története

### A kezdetek és az amatőr korszak
1898 és 1901 között a csapat csak nem hivatalos mérkőzéseket játszott. Leginkább az Angol amatőr válogatottal mérkőztek meg. Az első ilyen nem hivatalos találkozóra 1898. december 12-én került sor Franciaország ellen Párizsban. Az alakuló német csapat 7–0-s győzelmet aratott. Az angol amatőrök ellen lejátszott találkozók rendszerint hatalmas különbségű német vereségekkel végződtek. A Német labdarúgó-szövetség (DFB) megalakulását követően nyolc évvel később játszotta a válogatott az első hivatalos mérkőzését. 1908. április 5-én Bázelben Svájc ellen 5–3-as vereséget szenvedtek. A németek a Baumgarten – Jordan, Hempel – Ludwig, Hiller, Weymar – Hensel, Förderer, Kipp, Becker, Baumgärtner összeállításban léptek pályára a 3500 néző előtt megrendezett mérkőzésen. Akkoriban még nem volt szövetségi kapitány a csapat élén, a DFB válogatta össze a játékosokat.
Az első sikereiket 1909. április 4-én érték el, amikor Budapesten a magyarok ellen 3–3-as döntetlent értek el. Ugyanezen a napon az első győzelmüket is megszerezték: Karlsruheban 1–0 arányú győzelmet arattak Svájc ellen.

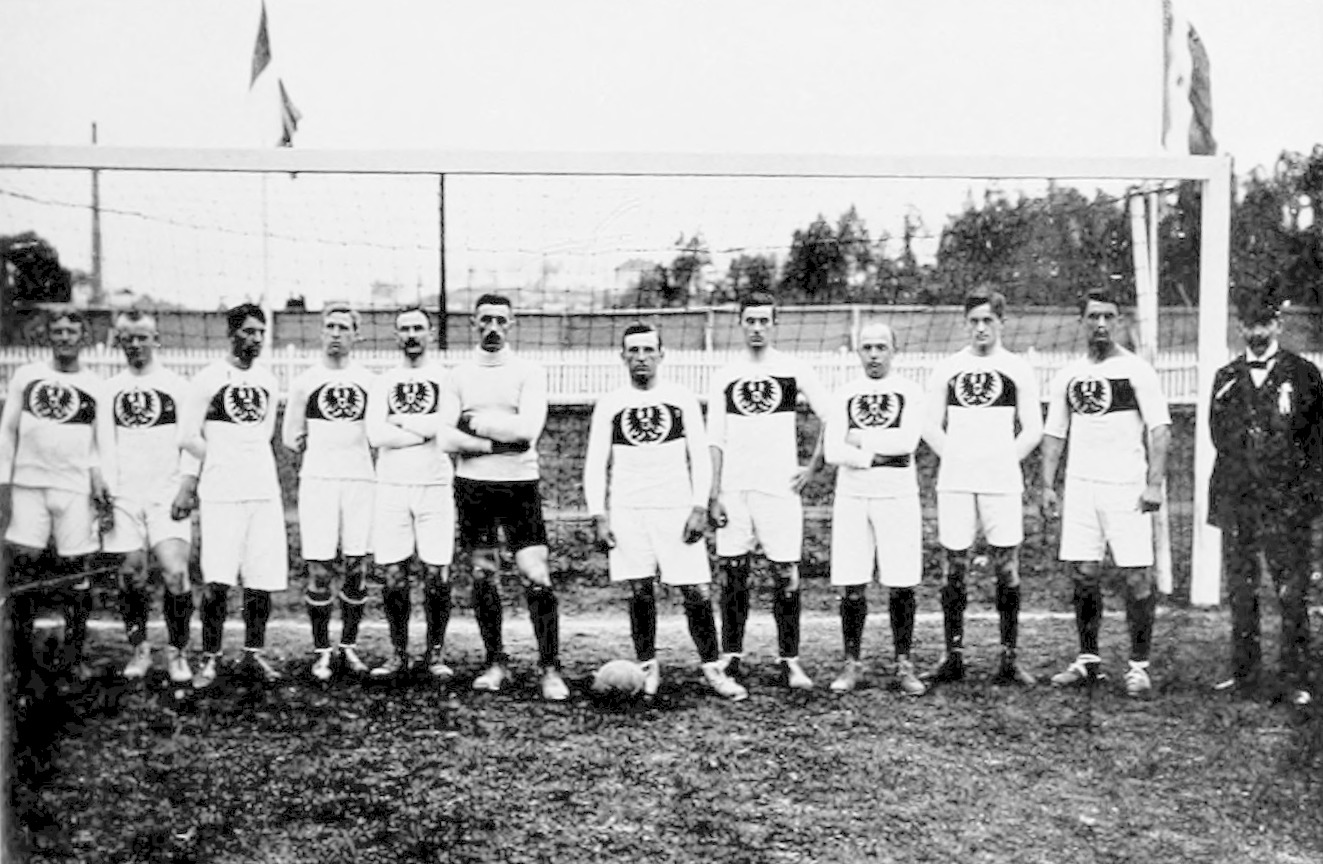
Az 1912-es olimpián az oroszok ellen rekordarányú győzelmet arató csapat

Az 1912. évi nyári olimpiai játékok keretén belül játszotta le a nemzeti csapat az első tétmérkőzését: az 1912. június 6-i, Stockholmban rendezett mérkőzést 5–1-re veszítette el Ausztria ellen. A vereség a vigaszági tornán való szereplést jelentette, ahol az orosz válogatottat kapta ellenfélül. A 2000 néző előtt megrendezett stockholmi mérkőzés hatalmas mértékű német fölényt hozott, a 8–0-s első félidőt követően 16–0-s győzelmet aratott a Mannschaft. A mérkőzésen Gottfried Fuchs egymaga tíz gólt szerzett, Fritz Förderer négy találatig jutott, míg Karl Burger és Emil Oberle is betalált egy-egy alkalommal az oroszok kapujába. A nagyarányú győzelem a mai napig a válogatott történetének legnagyobb különbségű diadala, míg az oroszoknak ez történetük legnagyobb veresége. A vigaszági elődöntőben a magyar válogatottal játszottak, ahol a mesterhármast szerző Schlosser Imre góljaira csak Förderer tudott válaszolni, így alakult ki a 3–1-es magyar siker. A németeknek tovább kellett várniuk az első kiugró sikerre. Azonban az első világháború miatt 1914 és 1920 között nem rendeztek nemzetközi mérkőzéseket.

### A két világháború között
Hat év kihagyás után 1920. június 27-én Zürichben lépett pályára először a háború után a csapat, ahol Svájc 4–1-es győzelmet aratott felettük. A Nationalelf élén az első szövetségi kapitány egy mannheimi iskolai tanár, Otto Nerz volt, aki 1923 és 1936 között töltötte be a posztot.
A nemzeti csapat a világháború után majdnem nyolc évig, 1920. június 27. és 1928. április 15. között csak barátságos mérkőzéseket játszott. 1928. május 28-án első alkalommal vívtak tétmérkőzést, melyet az 1928. évi nyári olimpiai játékok labdarúgótornájának keretében rendeztek. A nyolcaddöntőben többek között Richard Hofmann mesterhármasának köszönhetően 4–0-s győzelemmel jutottak tovább. Érdekesség, hogy a válogatott történetének ezen jelentős eseményén az ellenfél ezúttal is éppen Svájc volt. Az olimpiai torna amszterdami negyeddöntőjében Uruguay csapatával kerültek össze. A mérkőzés érdekessége, hogy a Nationalelf először játszott Európán kívüli ország válogatottjával. A találkozó 4–1-es uruguayi győzelemmel ért véget, Hofmann gólja csak a szépítésre volt elegendő a későbbi olimpiai bajnok ellen. Az olimpia után több mint öt évig (1928. szeptember 16. és 1934. január 14. között) ismételten csak barátságos találkozókon lépett pályára a német nemzeti tizenegy. Ennek az volt az oka, hogy az akkori gazdasági helyzet nem tette lehetővé a költséges utaztatást. A Német Labdarúgó-szövetség a nagy gazdasági világválság miatt anyagilag nem tudta megengedni magának, hogy a válogatott elutazzon az Uruguayban rendezett első, 1930-as labdarúgó-világbajnokságra.
Az 1934-es világbajnokságon már részt vett az együttes. A vb-re való kijutáshoz Luxemburgot kellett legyőzni, az akadályt könnyedén vették, 9–1-es győzelmükkel biztosították a vb-szereplést. A selejtező a német együttes fennállása során lejátszott 100. mérkőzése volt. A sikeresen megvívott selejtezőt követően a 8000 néző előtt megrendezett firenzei nyolcaddöntőben 5–2-re győzték le a belgákat. A négy nappal későbbi negyeddöntőben Karl Hohmann két találatával arattak 2–1-es diadalt Svédország ellen. A június 3-i Csehszlovákia elleni 3–1-re elveszített elődöntőben nem sikerült kiharcolni a döntőbe jutást, az ellenfélnél Oldřich Nejedlý háromszor talált be a német kapuba. A bronzmérkőzésen Ausztria ellen 3–2-re nyertek a németek, így az első világbajnoki részvételük során rögtön érmesként zártak a tornán. A vb-n elért harmadik hely az első jelentős sikere volt a német válogatottnak.
A következő nemzetközi torna idejéig, két évig ismételten barátságos felkészülési mérkőzéseket játszottak. A gyenge szereplés miatt Otto Nerzet menesztették, helyére Sepp Herbergert nevezték ki szövetségi kapitánynak az 1936. évi hazai rendezésű nyári olimpiai játékok előtt. Az első mérkőzésen könnyedén nyertek, Luxemburg ellen – az 1934-es vb-selejtezőhöz hasonlóan ismét – kilenc gólt rúgtak, míg az ellenfél nem tudott betalálni. A negyeddöntőben azonban véget ért számukra a torna, Norvégia ellen 2–0-s vereséget szenvedtek.
1937-ben Herberger jól összeállított keretet alakított ki a válogatottnál, amely nem sokkal később a Breslau Elf (a breslaui tizenegy) becenevet kapta annak okán, hogy 8–0-ra verték a dán labdarúgó-válogatottat az akkoriban német városnak számító Breslauban (ma Wrocław, Lengyelország). Az 1938-as világbajnokság selejtezőit sikerrel vívta meg a Mannschaft, Finnország ellen 2–0-ra, Észtország ellen 4–1-re, Svédország ellen pedig 5–0-ra nyertek. Miután 1938 márciusában az Anschluss értelmében Ausztria beolvadt a Harmadik Birodalomba, az osztrák válogatottat (amely Európában az egyik legjobbnak számított akkoriban a profizmus miatt) feloszlatták annak ellenére, hogy kvalifikálta magát az 1938-as vb-re. Ugyanakkor a német politikusok elvárták azt, hogy öt vagy hat „ex-osztrák” labdarúgó csatlakozzon az „egyesített német csapathoz” a politikai egység látszatának érdekében. A selejtezőkhöz képest a torna már nem sikerült ennyire jól: az „egyesített” német válogatott már a nyolcaddöntőben mindössze 1–1-es döntetlent tudott elérni Svájc ellen, így az akkori szabályok értelmében pár nappal később újrajátszás következett a csapatok számára. A megismételt mérkőzésen a svájciak 4–2-es győzelmükkel továbbjutottak, kiejtve ezzel a német csapatot. A korai kiesés máig Németország történetének legrosszabb világbajnoki szereplése.
Az 1942-es világbajnokságot (amelynek a rendezési jogára Brazília mellett Németország pályázott) a FIFA törölte a második világháború miatt, így az 1938. szeptember 18. és 1942. november 22. közötti időszakban csak barátságos mérkőzéseken léptek pályára a játékosok. A német válogatott számára az 1942. november 22-i, Szlovákia ellen 5–2-re megnyert mérkőzés sokáig az utolsó volt. A második világháború miatt Németországot a FIFA kizárta a tagjai közül, és eltiltotta 1950-ig a rendezvényein való részvételtől.

### Három német válogatott
Az 1950-es labdarúgó-világbajnokságot követően a Nemzetközi Labdarúgó-szövetség (FIFA) visszavette a tagjai közé a Német labdarúgó-szövetséget (DFB), azonban Németország három részre bomlott. A korábbi német válogatott „jogutódja” az NSZK lett, mellette létrejött az NDK labdarúgó-válogatott és a Saar-vidéki labdarúgó-válogatott. A DFB a központját Frankfurt am Mainba tette, szövetségi kapitánynak még mindig Sepp Herbergert alkalmazta.
Az NSZK pontosan nyolc évvel az után, hogy Németország lejátszotta utolsó hivatalos mérkőzését az eltiltása előtt, 1950. november 22-én Stuttgartban barátságos mérkőzésen játszott Svájc ellen, amely 1–0-s nyugatnémet győzelemmel fejeződött be. A következő találkozóját 1951 tavaszán ismét Svájccal játszotta, ami a válogatott fennállásának 200. mérkőzése volt. A jubileum 3–2-es nyugatnémet sikert hozott. Mindössze 19 mérkőzéssel a második világháborút követően az NSZK kvalifikálta magát az 1954-es labdarúgó-világbajnokságra, a selejtezőcsoportjában megelőzve a Saar-vidéket és Norvégiát.

### A berni csoda
A sikeres vb-selejtezők megvívása után a Fritz Walter vezette NSZK az 1954-es világbajnokságon Törökországgal, Dél-Koreával és a torna legnagyobb esélyesének tartott Magyarországgal került egy csoportba. A törökök ellen 4–1-es győzelmet arattak, míg az Aranycsapattól 8–3-as vereséget szenvedtek a tartalékosan felálló nyugatnémetek. Mivel Törökország 7–0-ra legyőzte Dél-Koreát, így a csoportban a második és harmadik helyezett között pontegyenlőség alakult ki, azaz megismételt mérkőzést rendeztek Nyugat-Németország és Törökország között. A találkozó az NSZK 7–2-es győzelmével ért véget, így a magyarok mellett a nyugatnémetek jutottak tovább a csoportból a negyeddöntőbe.
A Genfben rendezett Jugoszlávia elleni negyeddöntőben 2–0-s győzelmet arattak, a vezetést Ivica Horvat öngóljával szerezték meg a 9. percben, majd Helmut Rahn a 85. percben bebiztosította csapata győzelmét. Érdekesség, hogy a mérkőzésnek Zsolt István személyében magyar játékvezetője volt. A világbajnokság elődöntőjében Ausztria ellen lépett pályára a nyugatnémet nemzeti tizenegy, a találkozón sima 6–1 arányú NSZK győzelem született.

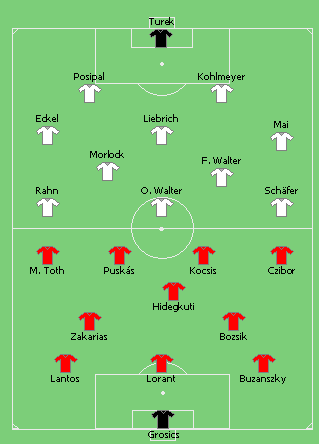
Az 1954-es vb-döntő kezdőcsapatai

A nyugatnémet válogatott hatalmas meglepetésre bejutott a vb-döntőbe, ahol az ellenfele az a magyar csapat volt, amellyel a csoportkörben már egyszer találkoztak. Sepp Herberger, az NSZK szövetségi kapitánya a 8–3-as vereséggel végződött mérkőzéshez képest hat helyen megváltoztatta csapata kezdő tizenegyét. A finálé esélyese az Aranycsapat volt, a mérkőzés megkezdése után 8 perccel már 2–0-ra vezettek a magyarok. A 10. percben azonban a nyugatnémeteknek Max Morlock révén sikerült szépíteniük, majd nyolc perccel később egyenlíteniük is Rahn találatával. A nyugatnémetek egalizálását követően kiegyenlített volt a találkozó, majd hat perccel a rendes játékidő lefújását megelőzően Rahn megszerezte a második gólját is (a magyarok ellen ezen a vb-n összesen háromszor volt eredményes). A hátralévő időben Puskás hiába egyenlített ki, a játékvezető a gólt érvénytelenítette les miatt, így kialakult a 3–2-es nyugatnémet győzelem. Ezzel az Aranycsapat négy éven keresztül tartó (1950. május 14. – 1954. július 4.) veretlenségi sorozata megszakadt, amely 32 egymást követő mérkőzésből áll. A Nationalelf első alkalommal lett világbajnok, a döntőt Németországban „A berni csoda” (németül: Das Wunder von Bern) néven tartják számon. Ez a váratlan győzelem euforikus érzést váltott ki a háború utáni kettéosztott Németországban. A diadal lényeges szerepet töltött be az Német Demokratikus Köztársasággal való, a háborút követő ideológiai alap létrehozásában.

### Sikertelen világesemények
Az 1958-as labdarúgó-világbajnokság selejtezőiben nem kellett játszaniuk, mivel címvédőként automatikusan résztvevők voltak. A csoportkör során a kvartett élén végeztek Észak-Írország, Csehszlovákia és Argentína előtt. A torna egyenes kieséses szakaszában a negyeddöntőben a négy évvel korábbi világbajnoksághoz hasonlóan Jugoszláviával találkoztak, s jutottak tovább 1–0-s győzelemmel. A göteborgi elődöntőben a házigazda Svédország ellen 3–1-es vereséget szenvedtek. A bronzmérkőzésen a Just Fontaine vezette franciák 6–3-as vereséget mértek a nyugatnémetekre, Fontaine négy gólt szerzett a mérkőzésen.
A csalódást keltő világbajnoki negyedik hely után az első ízben megrendezett, 1960-as labdarúgó-Európa-bajnokságra nem nevezett az NSZK, csakúgy, mint az 1964-es labdarúgó-Európa-bajnokságra sem. A két Európa-bajnokság (az első két kiírás még Európai Nemzetek Kupája néven futott) közötti 1962-es labdarúgó-világbajnokságon való részvételt a selejtezőcsoportban Észak-Írország és Görögország megelőzésével sikerült biztosítani. A csoportmérkőzéseket akadálytalanul vette a nyugatnémet csapat (Olaszország ellen 0–0, Svájc ellen 2–1, a házigazda Chile ellen 2–0), így csoportelsőként jutott be a negyeddöntőbe. Az ellenfele az egymást követő harmadik világbajnokságon is Jugoszlávia volt, azonban ez alkalommal nem sikerült az elődöntőbe jutás, Petar Radaković 85. percben szerzett gólja kiejtette az NSZK-t.
A sikertelenül végződött nemzetközi tornák miatt a DFB változtatásokat eszközölt. Bevezették a professzionizmust, a Regionalligák legjobb klubjait összegyűjtötték az újonnan létrehozott Bundesligába. A szövetségi kapitányi posztot 28 évig betöltő Herberger helyére Helmut Schönt nevezték ki 1964-ben.

### Emlékezetes vereségek: a Wembley-gól és Az Évszázad Mérkőzése
Az 1966-os világbajnokságra a selejtezőcsoportban Svédországot és Ciprust megelőzve sikerült kijutni. A csoportküzdelmek során a csoport élén végeztek a svájciak 5–0-s és a spanyolok 2–1-es legyőzésének, illetve az Argentína elleni 0–0-s döntetlennek köszönhetően. A negyeddöntőben Uruguayt 4–0-ra, a Szovjetuniót 2–1-re verték, így bejutottak a fináléba. A döntőt a házigazda Anglia ellen vívták. A 93 000 néző előtt rendezett találkozó nagy izgalmakat hozott, a vezetést az NSZK szerezte meg a 12. percben Helmut Haller találatával, amit Geoff Hurst hat perccel később kiegyenlített. A második félidőben Martin Peters megfordította az eredményt, a nyugatnémetek a 89. percben alakították az eredményt 2–2-es döntetlenre Wolfgang Weber góljával. Weber találata vitatott körülmények között született, mivel a labda a játékos kezét is érintette, mielőtt a gólvonalon túlra juttatta volna azt. Németországban Geoff Hurst hosszabbításban szerzett első gólja Wembley-gól néven vált ismertté, amely máig a vita tárgyát képezi. A későbbi videó felvételeken az látszik, hogy a labda nem haladt át a gólvonalon, miután lepattant a keresztlécről. Mivel a svájci játékvezető, Gottfried Dienst nem látta tisztán az esetet, a szovjet partjelző Tofik Bahramov véleményére támaszkodva tévesen gólt ítélt. Amíg a nyugatnémetek erőteljes nyomást gyakoroltak az egyenlítés érdekében, egy néző behatolt a pályára az utolsó percben, és Hurst újabb vitás találatot szerzett, mellyel kialakult a 4–2-es angol győzelem.

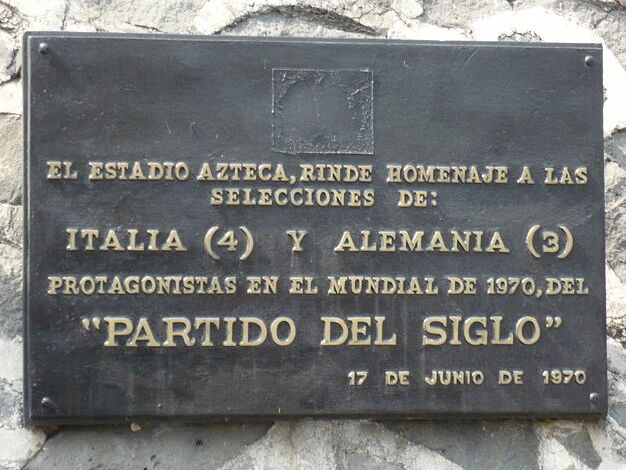
Az Évszázad Mérkőzése emléktáblája az Estadio Aztecaban

Az 1970-es világbajnokság selejtezőit vereség nélkül vívta meg (egyedül Skócia ellen játszott egy 1–1-es döntetlent Glasgowban, Ausztriát és Ciprust oda-vissza megverte), így bebiztosította a világbajnoki részvételét. A vb-csoportkörében száz százalékos teljesítménnyel végzett csoportja élén. A negyeddöntőben a címvédő Angliával játszhattak, ami lehetőséget adott a visszavágóra. Az angolok a 49. percben már 2–0-ra vezettek Alan Mullery és Martin Peters góljával, így újabb vereség volt kilátásban. Azonban a nyugatnémetek a 76. percre ledolgozták kétgólos hátrányukat, előbb Franz Beckenbauer szépített, majd Uwe Seeler egyenlített. A rendes játékidőben nem született több találat, így hosszabbításra került sor. A 108. percben Gerd Müller révén újabb nyugatnémet gól esett, amivel beállította a 3–2-es végeredményt. A negyeddöntőben aratott siker eredményeként az elődöntőben az olasz labdarúgó-válogatott ellen léphetett pályára a Mannschaft az Estadio Aztecában. A Németországban (németül: Jahrhundertspiel) és Olaszországban (olaszul: Partita del secolo) is Az Évszázad Mérkőzése néven közismert találkozó hatalmas izgalmakat hozott. Az olaszok Roberto Boninsegna révén már a 8. percben megszerezték a vezetést, amit Karl-Heinz Schnellinger a mérkőzés rendes játékidejének utolsó, 90. percében egyenlített ki. Emlékezetes volt, hogy Franz Beckenbauer kificamodott vállal is a pályán maradt, mivel addigra már mindkét cserelehetőségüket kihasználták. A hosszabbításban négy perc elteltével Nyugat-Németország Gerd Müller góljával a vezetést is megszerezte, amit újabb négy perc elteltével Tarcisio Burgnich egalizált. Hat perccel később, a 104. percben Luigi Riva újra egygólos előnyhöz juttatta az Azúrkékeket. Ismételten hat perc kellett a következő találathoz: Müller második gólja 3–3-as döntetlenre alakította az eredményt. Amíg a televízió ismételte a nyugatnémet gólt, addig Gianni Rivera a 111. percben megszerezte csapatának a győzelmet, és egyben döntőbe jutást jelentő találatot. A harmadik helyért rendezett mérkőzést 1–0-ra nyerték meg Uruguay ellen, az egyetlen gólt Wolfgang Overath szerezte. A torna gólkirálya Gerd Müller lett 10 találattal.

### Az aranykorszak
Az 1971-ben csapatkapitánnyá kinevezett Beckenbauer vezette Nationalelfnek a világbajnokságon szerzett bronzérem után első ízben sikerül kijutni az Európa-bajnokságra (1968-ban nem sikerült kvalifikálni, előtte nem indultak). Az 1972-es belgiumi torna az elődöntőkkel kezdődött, ahol a rendező Belgium csapatát kapták ellenfélül. Müller két góljával 2–0-ra vezettek, a hazaiak csak szépíteni tudtak. A fináléban a magyarokat legyőző Szovjetunióval játszottak. A mérkőzés 3–0-s NSZK győzelmet hozott, Müller ismét duplázott, amivel a vb- után az Eb-gólkirályi címet is megszerezte. A története első Európa-bajnokságán szereplő nyugatnémetek rögtön kontinensbajnoki címet szereztek.

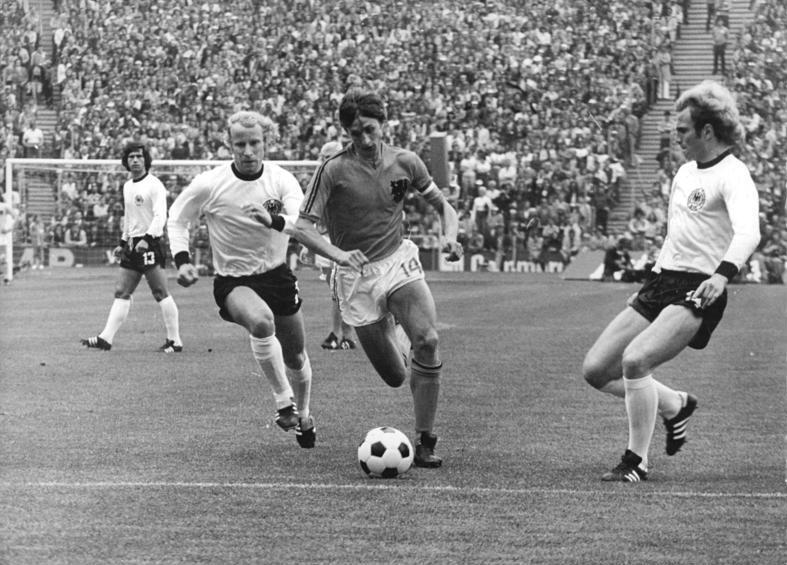
Pillanatkép az 1974-es vb-döntőjéből, a Hollandia–NSZK mérkőzésről

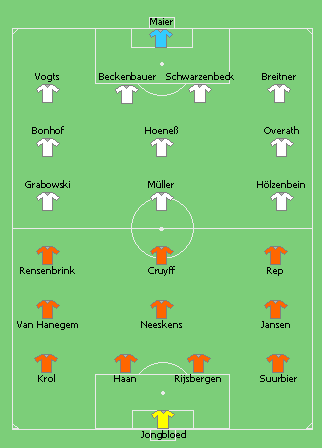
Az 1974-es vb-döntő kezdőcsapatai

Az 1974-es labdarúgó-világbajnokság selejtezőin nem kellett rész venniük, mivel rendezőként automatikus résztvevőnek számítottak. A torna első csoportkörében az 1. csoportba kapott besorolást az NSZK, a kvartettet mellette az először vb-résztvevő Ausztrália, Chile és az ugyancsak első világbajnokságát teljesítő NDK alkotta. A nyugatnémetek első két találkozójukat győzelemmel abszolválták (Chile ellen 1–0, Ausztrália ellen 3–0), míg az utolsó mérkőzésre a szomszédos Német Demokratikus Köztársaság ellen került sor. A csatát a keletnémetek nyerték 1–0-ra, így az NSZK a második helyen végzett csoportjában. A második csoportkörben már nem hibázhattak, mivel csak a csoportelső jutott be a döntőbe. Nem is tették, Jugoszlávia, Svédország és Lengyelország legyőzésével bejutottak a döntőbe, ahol az ellenfél a holland labdarúgó-válogatott volt. A Müncheni Olimpiai Stadionban a mérkőzés első percében Johan Cruijff szólóját követően Uli Hoeneß a büntetőterületen belül szabálytalanságot követett el. A megítélt tizenegyest Johan Neeskens értékesítette a 2. percben. A játékvezető a nyugatnémeteknek is büntetőt ítélt, amit Paul Breitner a 25. percben váltott gólra, majd a félidő vége előtt a 43. percben Gerd Müller megszerezte a vezetést is. A második játékrészben nem esett gól (habár Müller a kapuba talált, de azt les miatt nem adták meg), így a hazai környezetben játszó nyugatnémetek 2–1-es győzelmükkel másodszorra is világbajnokok lettek. Müllernek ez volt az utolsó találata a nemzeti csapatban, a vb után visszavonult a válogatottból. A két világbajnokságon szerzett összesen 14 góljával megdöntötte Just Fontaine 13 gólos rekordját (a francia egyetlen vb-n, 1958-ban szerezte az összest), ami 2006-ig fennállt, és amelyet Ronaldo döntött meg 15 találattal (a brazil három tornán szerezte góljait). Az NSZK az egyetlen válogatott, amely Európa-bajnokként lett világbajnok is (Franciaország is birtokolta egy időben a két címet, de ők előbb vb-győztesek lettek, és utána kontinensbajnokok).

### A 70-es és 80-as évek
Az 1976-os labdarúgó-Európa-bajnokságra a sikeresen teljesített kvalifikáció után címvédőként érkeztek. Az elődöntővel kezdődő kontinenstornán a jugoszlávok ellen a 30. percben már 2–0-s hátrányba kerültek. A 82. minutumra sikerült ledolgozni a hátrányt, és a hosszabbításban a győzelmet is megszerezték, többek között Dieter Müller mérkőzésen elért mesterhármasának köszönhetően. A döntőben a Hollandiát kiejtő Csehszlovákia ellen léptek pályára. A nyugatnémetek számára ismét rosszul alakult a találkozó, a 25. percben ezúttal is két góllal vezetett ellenfelük. Dieter Müller szépített három perccel később, míg Bernd Hölzenbein a rendes játékidő vége előtt egy perccel döntetlenre alakította az eredményt. A ráadásban nem született gól, így büntetőpárbajra került sor, ahol a csehszlovákok az első négy büntetőt értékesítették, míg az NSZK részéről Uli Hoeneß kihagyta a magáét. A csehszlovákok az utolsó lövésüknél sem hibáztak, így Nyugat-Németország ezüstérmes lett. A torna gólkirálya Dieter Müller lett négy találattal.
A sikertelen Eb-címvédési kísérlet után az 1978-as labdarúgó-világbajnokságon lehetőségük volt a világbajnoki cím megvédésére. Regnáló bajnokként automatikus résztvevők voltak, az eseményre a csoportküzdelmek során csatlakoztak. Az első csoportkörben kevésbé meggyőző teljesítményt mutattak, Lengyelország mögött a második helyen végeztek (Lengyelországgal 0–0, Mexikó ellen 6–0, majd Tunézia ellen ismét egy gólnélküli döntetlen). Az elődöntőnek megfelelő második csoportkörben Olaszország ellen ezúttal is gólképtelen maradt a csapat. Ezt követően a hollandok ellen 2–2-es döntetlent játszottak. Az Ausztria elleni utolsó mérkőzésen meglepetésre 3–2-re kikaptak, s ennek következtében a harmadik helyen végeztek a csoportban, mindössze az őket legyőző osztrákokat előzték meg. A világbajnokságot követően Helmut Schön visszavonult a szövetségi kapitányi poszttól, helyére az addigi segédjét, Jupp Derwallt nevezték ki.
Derwall első tornája sikeres volt, mivel az 1980-as Európa-bajnokságot megnyerte a nyugatnémet válogatott. A csoportmérkőzések során Csehszlovákia, Hollandia és Görögország csapatával játszottak. Az első találkozón a csehszlovákok ellen Karl-Heinz Rummenigge góljával arattak 1–0-s győzelmet, majd a Hollandia elleni mérkőzésen Klaus Allofs szerzett három gólt, amivel a Nationalelf a 65. percben már 3–0-ra vezetett. Az Oranje a hajrára egygólosra csökkentette a hátrányát, ám végül nem esett több gól, így az NSZK nyert 3–2-re. Az utolsó csoportmérkőzésen a görögök ellen 0–0-s döntetlen született, ami a csoportelsőséget, és ezáltal a döntőbe jutást eredményezte a nyugatnémeteknek. A döntőt a belgákkal játszották, ahol a gól nélküli első félidőt követően 2–1-re nyertek Horst Hrubesch duplájával, így megszerezték második Európa-bajnoki címüket. Az esemény gólkirálya Allofs lett a Hollandia elleni mesterhármasának köszönhetően.
Az 1982-es labdarúgó-világbajnokság selejtezőin meggyőző teljesítménnyel szerepeltek: mind a nyolc mérkőzésüket megnyerték, Ausztriát, Bulgáriát, Albániát és Finnországot hazai pályán és idegenben egyaránt legyőzték, ráadásul kétszer is gólzáporos mérkőzésen diadalmaskodtak, mivel a finnek ellen 7–1-re, az albánok ellen pedig 8–0-ra nyertek otthon. A torna első csoportkörében Rummenigge nagyszerű teljesítményt mutatott, az Algéria elleni 2–1-re elveszített találkozón ő szerezte az NSZK egyetlen találatát, a Chile elleni 4–1-es siker során pedig háromszor talált az ellenfél kapujába. Az osztrákok elleni mérkőzés a csoportelsőségről döntött. A nyugatnémetek 1–0-ra nyertek, s mivel még az előző napon Algéria 3–2-re verte Chilét, így hármas holtverseny alakult ki a csoportban. Az első helyet az NSZK szerezte meg jobb gólkülönbségének köszönhetően, mellette még Ausztria jutott tovább. A második csoportkörben már csak három csapat szerepelt egy csoportban. Az NSZK Angliával és Spanyolországgal együtt alkotta a B csoportot. Az angolok ellen gólnélküli döntetlen lett a találkozó végeredménye, míg a hazai pályán játszó spanyolokat 90 089 néző előtt a Santiago Bernabéu stadionban verték meg 2–1-re. Ismételten csoportelsőként jutottak tovább, az elődöntőben Franciaország ellen 3–3-as döntetlent követően 5–4-re nyertek a büntetőpárbajban. A döntőben Olaszországgal mérkőztek, ahol az Azzurri már háromgólos előnyre tett szert, a nyugatnémetek számára végül csak a szépítés sikerült. Jupp Derwall kapitánykodása során a második nemzetközi tornáján vezette döntőbe az NSZK csapatát, ezúttal azonban ezüstérmesek lettek.
A sikeresen megvívott Eb-selejtezőket követően az 1984-es kontinenstornára címvédőként érkeztek, ám maga a torna már nem sikerült ennyire jól. A csoportkörben a Portugália elleni nyitómérkőzésükön 0–0-s eredmény született, amit a Románia elleni 2–1-es győzelem követett, ahol Rudi Völler szerezte mindkét nyugatnémet gólt. A spanyolok ellen 1–0-ra kikaptak, ami a korai kiesést eredményezte.

### Beckenbauer kapitányi sikere
Az Eb-kudarc után Franz Beckenbauert nevezték ki szövetségi kapitánynak a válogatott élére. A játékosként 1974-ben világbajnok edző sikeresen kijuttatta az 1986-os világbajnokságra a válogatottat. Ott a csoportkörben némi meglepetésre a dánok mögött csak a második helyen jutottak be a nyolcaddöntőbe. Az ellenfelük a marokkói labdarúgó-válogatott volt, akiket Lothar Matthäus 87. percben szerzett góljával vertek meg, s jutottak tovább. A Mexikó elleni negyeddöntőben gólnélküli döntetlent értek el, a tizenegyesrúgások során azonban nem rontottak a nyugatnémet játékosok a 4–1-re megnyert büntetőpárbaj során, így az utolsó rúgásokra nem kellett sort keríteni. Érdekesség, hogy Toni Schumacher Sergio Goycocheával együtt tartja a rekordot a világbajnokságok büntetőpárbajai során a legtöbb hárított tizenegyes tekintetében, négy védéssel. Az 1982-es vb-hez hasonlóan az elődöntőben itt is a franciák ellen kellett pályára lépni, ezúttal azonban kétgólos győzelmükkel biztosították a döntőbe jutást. Az Argentínával vívott finálé az NSZK szempontjából rosszul alakult, mivel 55 perc elteltével 2–0-s hátrányba kerültek. A 74. percben Rummenigge szépített, majd hat perccel később Völler egyenlített. Újabb három perc elteltével az argentinok ismét előnyhöz jutottak, ám ezt követően a nyugatnémetek már nem tudtak egalizálni. A Mannschaft az egymást követő második világbajnokságán lett ezüstérmes.
A nyugatnémetek abban bíztak, hogy hazai pályán sikerül megnyerniük az 1988-as labdarúgó-Európa-bajnokságot. Rendezőként nem kellett részt venniük a selejtezőkben. A csoportkör során Olaszország ellen egy 1–1-es döntetlennel kezdték a tornát, amit a Dánia és a Spanyolország elleni győzelmek követtek, mindkét alkalommal 2–0 arányban diadalmaskodtak. Az elődöntőben Hollandia ellen játszottak, ahol az 55. percben Matthäus büntetőjével megszerezték a vezetést, végül mégis a hollandok jutottak be a döntőbe Ronald Koeman tizenegyes-góljának és Marco van Basten találatának köszönhetően.
A csalódást keltő Eb után az 1990-es világbajnokságra Hollandia mögött a második helyen kvalifikálta magát a nyugatnémet csapat. Ez volt az utolsó olyan labdarúgótorna, amelyen Nyugat-Németország (NSZK) néven szerepeltek, ugyanis a finálé után három hónappal Németországot újraegyesítették. A tornán csoportelsőként biztosította a helyét a nyolcaddöntőbe, két alkalommal is gólgazdag mérkőzést játszott a csapatkapitánynak kinevezett Lothar Matthäus vezette csapat: Jugoszlávia ellen 4–1-re, az Egyesült Arab Emírségek ellen pedig 5–1-re nyertek. Matthäus, Klinsmann és Völler mindkét találkozón eredményes tudott lenni. Az utolsó találkozójukon Kolumbia ellen Pierre Littbarski révén ugyan a 89. percben megszerezték a vezetést, de az egy perccel később Freddy Rincón kiegyenlítette. A legjobb tizenhat között Hollandia ellen 2–1-re nyertek, majd a negyeddöntőben Csehszlovákiát verték meg 1–0-ra. Az Anglia elleni elődöntőben a rendes játékidőben 1–1-es döntetlen született, és mivel a hosszabbításban nem esett újabb gól, így a tizenegyespárbaj következett. A nyugatnémetek mind a négy büntetőjüket értékesítették, míg az angol játékosok közül az utolsó két lövő hibázott, ennek köszönhetően az NSZK jutott tovább 4–3-as sikerével. A döntőbeli ellenfele az ugyancsak büntetőkkel továbbjutott Argentína volt. A mérkőzés az előző világbajnokság fináléjának „visszavágója” volt, a találkozó egészen a 85. percig gól nélkül zajlott, amikor Andreas Brehme értékesítette az NSZK javára megítélt tizenegyest. A Nationalelf egymást követő harmadik alkalommal jutott be a világbajnokság döntőjébe, a két ezüstérem után most nyerniük sikerült, így harmadik alkalommal lettek világbajnok. Beckenbauer Mário Zagallo után a második ember lett, aki világbajnokságot nyert játékosként és edzőként egyaránt, azonban az első olyan, aki csapatkapitányként és szövetségi kapitánykánt is megtette ezt.

### Az újraegyesülés után

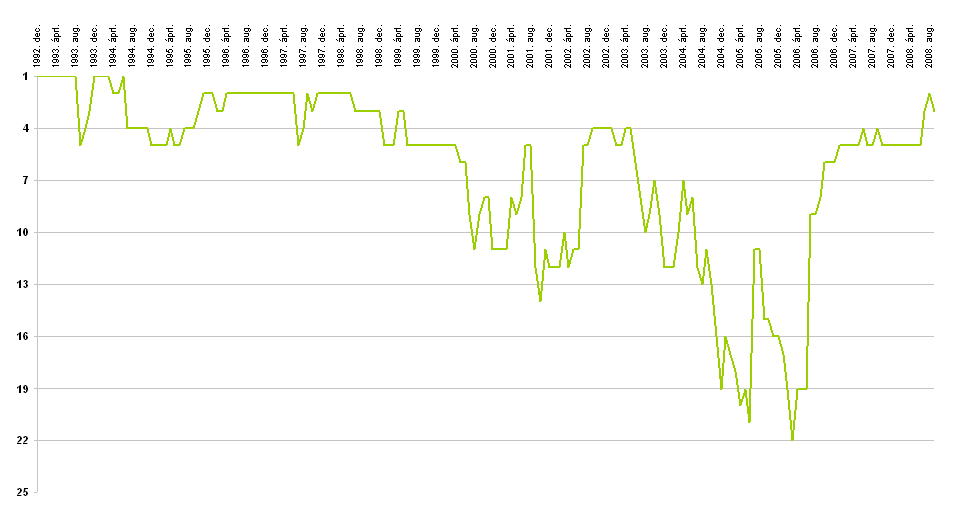
Németország a FIFA-világranglistán (1992 december – 2008 szeptember)

1990. februárjában az 1992-es Európa-bajnokság selejtezőtornájának sorsolásakor az NDK és az NSZK egyaránt az 5. csoportba került. Azonban az újraegyesítésének folyamata már 1989-ben megkezdődött. A „két Németország” egyesítése már augusztusban megtörtént, noha a politikai értelemben vett egyesítést csak 1990. október 3-án deklarálták. A klubok és a játékosok korábban csatlakoztak a DFB-hez, és a bajnokság új idénye ez alatt már elkezdődött. Nyugat-Németország augusztus 29-én Portugália ellen egy barátságos mérkőzés keretein belül lépett pályára, amelyen a FIFA szabályainak értelmében nem léphettek pályára azok a játékosok, akik korábban az NDK színeiben voltak válogatottak. A Svédország elleni barátságos találkozón és a Luxemburg elleni Európa-bajnoki selejtezőn ugyanez volt a helyzet. Tervbe volt véve, hogy a korábban kiírt Kelet- és Nyugat-Németország közötti selejtezőt megrendezik barátságos mérkőzésként az újraegyesítést ünnepelve, azonban ezt a tervet törölték. Az első mérkőzés, amelyen az egységes Németország pályára lépett, és a korábbi NDK válogatott labdarúgók is szerepelhettek (úgy mint Matthias Sammer és Ulf Kirsten), a december 19-i Svájc ellen 4–0-ra megnyert találkozó volt, ahol Rudi Völler már az 1. percben vezetéshez juttatta a németeket.
A világbajnoki cím megnyerése után Beckenbauer leköszönt a kapitányi posztról, utódja az addigi segítője, Berti Vogts lett. A csapat a várakozásoknak megfelelően kijutott az 1992-es Európa-bajnokságra. A tornán csoportmásodikként jutottak be az elődöntőbe, ahol a házigazda svédeket ejtették ki 3–2-es győzelmüknek köszönhetően. A döntőben az Eb meglepetéscsapatával, Dániával találkoztak, akik az eredetileg résztvevő, de a Délszláv háború miatt kizárt Jugoszlávia helyett szerepeltek az eseményen. A fináléban a németek végül 2–0-s vereséget szenvedtek. Karl-Heinz Riedle a kontinenstorna társgólkirálya lett negyedmagával.

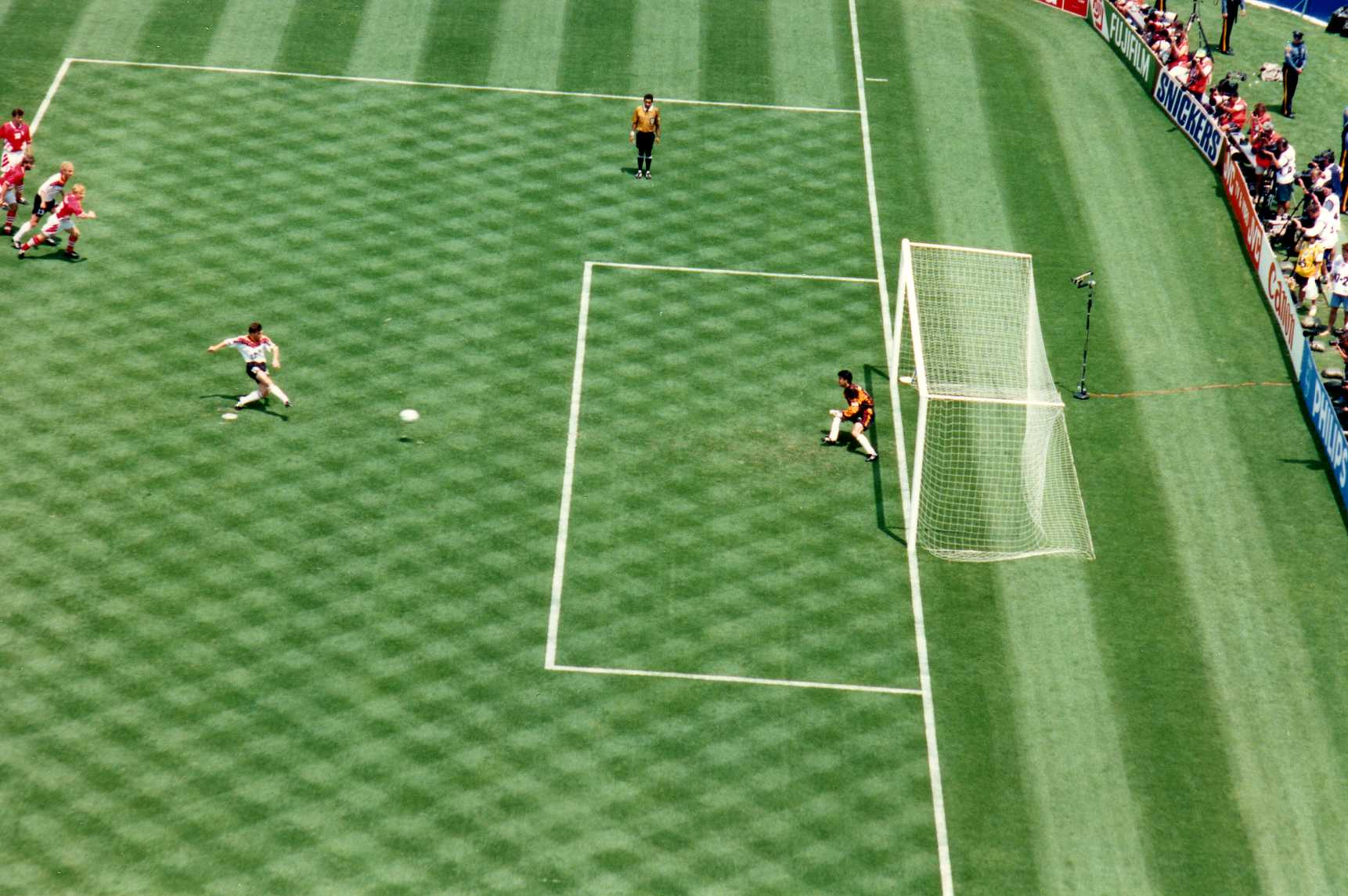
Lothar Matthäus büntetője Bulgária ellen az 1994-es világbajnokság negyeddöntőjében

Az 1994-es világbajnokságra címvédőként érkeztek (a selejtezőkön nem kellett szerepelniük). A csoportból többek között Jürgen Klinsmann remeklésével sikerült továbbjutni, aki négy gól szerzett (csapata a csoportmérkőzések alatt összesen ötöt). A nyolcaddöntőben Belgiumnál 3–2 arányban bizonyultak jobbnak, a negyeddöntőben Bulgária ellen mérkőztek. A világbajnoki negyeddöntőben a második félidő elején Matthäus tizenegyesgóljával ugyan megszerezték a vezetést, de Bulgária megfordította a mérkőzés eredményét, kiejtve ezzel Németországot.
Az első alkalommal 16 csapat részvételével megrendezett 1996-os labdarúgó-Európa-bajnokságon jól szerepelt a Nationalelf. Csehország ellen 2–0-ra, Oroszország ellen 3–0-ra nyertek, míg Olaszországgal gólnélküli döntetlent játszottak a csoportkörben, amivel csoportelsőként biztosították a továbbjutásukat. A negyeddöntőben a horvátoknál bizonyultak jobbnak (2–1), az elődöntőben a rendező Anglia ellen 1–1-es döntetlent játszottak. A Puhl Sándor vezette mérkőzés 3. percében Alan Shearer szerezte meg a vezetést az angoloknak, amit Stefan Kuntz egyenlített ki, és alakította ki a végeredményt a 16. percben. A hosszabbítás sem hozott újabb gólt, így büntetőpárbaj döntötte el a finalista kilétét. Mindkét csapatból az első öt rúgó egyaránt értékesítette a büntetőt, a hatodik párosból Gareth Southgate lövését azonban Andreas Köpke kivédte, Andreas Möller a sajátját viszont belőtte, bejuttatva a németeket a döntőbe. Az Eb-finálé másik csapata az a Csehország volt, akikkel a csoportmérkőzések során egyszer már megmérkőztek. A találkozón a csehek jutottak előnyhöz Patrik Berger 59. percben szerzett tizenegyesgóljával. A mérkőzés hőse Oliver Bierhoff volt, aki a 73. percben kiegyenlített, majd a hosszabbításban a 95. percben szerzett aranygóljával meg is nyerték a mérkőzést, és ezáltal harmadik alkalommal az Európa-bajnokságot is. Németország ezzel az újraegyesítést követő első jelentős diadalát aratta. A torna legjobb játékosának Matthias Sammert választotta meg az UEFA.
Az 1998-as világbajnokság kvalifikációs tornáján Ukrajna és Portugália, valamint Örményország, Észak-Írország és Albánia előtt sorozatban a 12. világbajnoki szereplésüket biztosították be. Magán a tornán Eb-címvédőként már nem szerepeltek ennyire jól. A csoportjukból elsőként jutottak tovább, a nyolcaddöntőben Mexikót verték meg 2–1-re. A negyeddöntőben a horvátoktól sima, 3–0-s vereséget szenvedtek, így az egymást követő második alkalommal estek ki a torna ezen szakaszában. A világbajnokságot követően Vogts lemondott, helyére a szövetségi kapitányi posztra Erich Ribbecket nevezték ki.
Az új szakvezetővel felemás formát mutatott a német válogatott. Máltát mindössze 2–1-re verték meg az első mérkőzésükön, amit a Románia elleni 1–1-es döntetlen követett, így az első Eb-selejtezőt nem túl biztató körülmények között várták. A törökök elleni idegenbeli selejtezőn 1–0-s vereséget szenvedtek, így igazolódni látszottak a kételyek. Noha a soron következő, Moldova elleni, ugyancsak idegenbeli tétmérkőzésen 3–1-re nyertek, az ezt követő barátságos találkozókon nyeretlenek maradtak Hollandia (1–1), az Egyesült Államok és Kolumbia (3–3) ellen. Az újabb selejtezőkön azonban legyőzték Észak-Írországot és Finnországot is, de a skótok elleni hazai környezetben rendezett felkészülési mérkőzésüket 1–0-ra elbukták, ugyanakkor Moldova ellen kiütéses, 6–1-es győzelmet arattak az Eb-selejtezőn.
Az Európa-bajnoki cím birtokosaként meghívást kaptak az 1999-es konföderációs kupára, melyen első alkalommal vettek részt (noha az 1997-es tornán is indulási jogot szereztek ugyanezen a jogcímen, de akkor visszaléptek). A kupán egy nem túl erős kerettel vettek részt, aminek eredményeként már a csoportkör után búcsúzni kényszerültek. A nyitómérkőzésükön Brazíliától 4–0-s vereséget szenvedtek, majd Új-Zéland ellen 2–0-ra nyertek. Az utolsó találkozójukon az Egyesült Államok ellen 2–0 arányban maradtak alul, így kiestek.
2000-es labdarúgó-Európa-bajnokság
Ezt követően ismét Európa-bajnoki selejtezőket játszottak, melyeken veretlenek maradtak, így kijutottak a kontinenstornára. Ezután Norvégia ellen újra sikerült barátságos mérkőzést nyerniük, amit egy 2–1-es vereség és két 1–1-es döntetlen követett. Az Eb előtti utolsó két felkészülési találkozójukat azonban megnyerték, először a csehek ellen bizonyultak jobbnak 3–2-re, majd Liechtenstein válogatottját győzték le 8–2-re. A 2000-es labdarúgó-Európa-bajnokságon egy magas átlagéletkorú csapattal szerepeltek. Az első csoportmérkőzésükön Románia ellen csak 1–1-es végeredmény született, Angliától 1–0-ra, Portugáliától pedig (amely már két forduló után bebiztosította a továbbjutását) 3–0-ra kaptak ki. A csoport legutolsó helyén végeztek egyetlen rúgott góllal. A német válogatott történetében Ribbeck az egyetlen olyan szövetségi kapitány, aki semmilyen sikert sem tudott elérni. A kiábrándító Eb-szereplést követően Ribbecket menesztették, helyére Rudi Völlert nevezték ki eleinte átmeneti jelleggel, később azonban állandósítva a posztján, mivel az utódnak szánt Christoph Daum kábítószer botrányba keveredett.
Völler első mérkőzésén Spanyolország ellen játszottak, ami az egyetlen felkészülési találkozó volt a világbajnoki-selejtezőket megelőzően. A debütálás jól sikerült, mivel Mehmet Scholl és Alexander Zickler két-két góljával 4–1-es győzelmet arattak. A selejtezőket jól kezdték, a görögöket 2–0-ra, az angolokat Londonban 1–0-ra verték meg. A dánok és a franciák elleni felkészülési mérkőzéseiken vereséget szenvedtek, a vb-selejtezőkön viszont négyszer is veretlenek maradtak (a finnekkel játszottak 2–2-es döntetlent), és a közbeékelődött Szlovákia elleni barátságos mérkőzésen is 2–0-ra győztek. Az Anglia elleni hazai visszavágót megelőzően Magyarországgal játszottak Budapesten, ahol 5–2-es győzelmet arattak. Az angolok elleni selejtező azonban rosszul sikerült, 5–1-es vereséget szenvedtek. Az utolsó játéknapot megelőzően az angolok és a németek azonos pontszámmal álltak a csoport élén, és habár az angolok hazai pályán csak 2–2-es döntetlent játszottak a görögökkel, a németek nem tudták kihasználni a lehetőséget a csoportelsőség kivívására, mivel otthon 0–0-s döntetlent játszottak Finnországgal. A német nemzeti csapat története során először kényszerült arra, hogy pótselejtezőt játsszon, ahol ellenfele Ukrajna volt. Az első mérkőzésen Kijevben 1–1-es döntetlen született, ám a visszavágón 4–1-re nyertek a németek (az első mérkőzésen is eredményes Michael Ballack kétszer is eredményes volt), így bebiztosították a részvételüket a világbajnokságon.

### A 21. században

#### 2002–2006
A 2002-es világbajnokság közeledtével alacsonyak voltak a német csapattal kapcsolatos elvárások a nehézkesen megvívott selejtezőket követően (habár a kijutás utáni felkészülési mérkőzéseken jól szerepeltek: Izrael ellen 7–1, az Egyesült Államok ellen 4–2, Kuvait ellen 7–0, Ausztria ellen 6–2, és két 1–0-s vereség Argentínától és Walestől). A tornán viszont roppantul erősen kezdtek, Szaúd-Arábiát 8–0-ra verték meg az első mérkőzésükön, ahol a nyolc gólt hat játékos szerezte (érdekesség, hogy a mesterhármast elérő Miroslav Klose az összes találatát fejjel szerezte). Az írek ellen egészen a 92. percig vezettek, amikor Robbie Keane egyenlített, kialakítva az 1–1-es végeredményt, Kamerunt pedig 2–0-ra verték (Klose további két gólt fejelt, mindkét mérkőzésen egy-egy találatot szerzett). Az egyenes kieséses szakaszban Paraguay ellen a 88. percben szerezték meg a vezetést és egyben a győzelmet Oliver Neuville találatával. Az Egyesült Államokat ugyancsak 1–0-ra verték meg, míg az elődöntőben a házigazda dél-koreaiakat verték Ballack góljával, aki a mérkőzésen kapott sárga lapja miatt nem szerepelhetett a döntőben. A finálé brazil fölényt hozott, melyet Ronaldo két góljával Brazília nyert meg. A torna legjobb játékosának Oliver Kahnt választották meg, aki az egyetlen olyan kapus, aki Világbajnoki aranylabdát kapott. Kahn emellett a Jasin-díjat is megkapta, ami a világbajnokság legjobb kapusának járó elismerés. A 2003-as konföderációs kupán világbajnoki ezüstérmesként részvételi jogot szerzett, de a tornán nem kívántak részt venni.

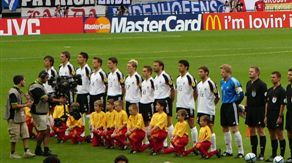
A 2004-es Európa-bajnokság kezdőcsapatai a Németország–Csehország csoportmérkőzés előtt

A soron következő Eb-selejtezőket sikerrel teljesítették, így a 2004-es labdarúgó-Európa-bajnokságon indulási jogot szereztek. Ott azonban győzelem nélkül már a csoportkör után kiestek. A torna után Völler lemondott, mivel a média folyamatosan bírálta. Ennek következtében a válogatott élére hat éven belül már a harmadik szövetségi kapitányt kellett megtalálnia a szövetségnek, holott azelőtt 75 évig mindössze hat szakvezető irányította a nemzeti csapatot. A lehetséges jelöltek között szerepelt Ottmar Hitzfeld és Otto Rehhagel is, valamint a korábbi válogatott Jürgen Klinsmann, aki ezt megelőzően soha sem töltött be vezetőedzői posztot. Az edzői tapasztalatok és a licenc hiánya miatt Joachim Löwöt nevezték ki mellé segítőnek. Klinsmann fő feladata az volt, hogy a hazai rendezésű 2006-os világbajnokságon jó eredményt érjen el a válogatottal. Klinsmannék első tornája a világbajnokságot felkonferáló 2005-ös konföderációs kupa volt, melyen rendezőként szerepeltek. A csoportmérkőzések során Ausztrália ellen 4–3-ra nyertek, Tunéziát 3–0-ra győzték le, Argentína ellen 2–2-es végeredmény született, így csoportgyőztesként jutottak be az elődöntőbe. Ott a brazilok ellen kétszer is hátrányba kerültek, amiket mindkétszer két perc alatt ledolgoztak, azonban a 76. percben esett brazil gólra már nem tudtak válaszolni. A bronzmérkőzésen Mexikóval találkoztak, és nyertek a hosszabbításban 4–3-ra. Németország Klinsmann vezetésével története első érmét szerezte meg a konföderációs kupán.
A 2006-os vb-n való automatikus részvétel miatt csak barátságos mérkőzéseket játszottak a torna kezdetéig. A válogatott és egyben a világbajnokság nyitómérkőzése a Costa Rica elleni 4–2-re megnyert, eseménydús találkozó volt. A lengyelek ellen a 91. percben szerzett góllal nyertek 1–0-ra, az utolsó csoportmérkőzésükön Ecuadornál bizonyultak jobbnak 3–0-ra. A nyolcaddöntőben Svédország ellen Lukas Podolski 4. és 12. percben szerzett góljával 2–0-ra nyertek, majd a negyeddöntőben az argentinokkal ugyan 1–1-es döntetlent játszottak, de a büntetőpárbajban 4–2-re győztek. Az elődöntőben az olasz válogatott ellen léptek pályára, a rendes játékidőben nem esett gól. Már a kétszer 15 perces hosszabbításból is csak egy perc volt hátra, amikor előbb Fabio Grosso talált be a 119. percben, majd két minutummal később Alessandro Del Piero is gólt szerzett, megfosztva ezzel a németeket attól, hogy hazai pályán 1974 után ismét világbajnoki-döntőt játszanak. A harmadik helyért rendezett találkozón Bastian Schweinsteiger remeklésének köszönhetően 3–1-es győzelmet arattak Portugália ellen. A Világbajnoki aranycipőt Miroslav Klose kapta meg, a legjobb fiatal játékosnak járó díjat Lukas Podolskinak adták. A vb után Klinsmann leköszönt a posztjáról.

#### 2008–2012

A 2008-as Eb-döntő kezdőcsapatai

A 2008-as Európa-bajnokság selejtezőinek az addigi segédedző Joachim Löw vezetésével vágtak neki, ahol a csoportbeli ellenfelei Ciprus, Csehország, Írország, San Marino, Szlovákia és Wales voltak. A Nationalelf jól kezdte a selejtezősorozatot, San Marino ellen 13–0-s, kiütéses győzelmet aratott (jelenleg ez San Marino legnagyobb arányú veresége), a találkozón Podolski négy gólt lőtt, Schweinsteiger, Klose és Thomas Hitzlsperger pedig kétszer talált be az ellenfél kapujába. 2007. október 13-án az írek elleni 0–0-s döntetlennel első csapatként kvalifikálták magukat a 2008-as Eb-re. Az Allianz Arenában rendezett Csehország elleni "tét nélküli" mérkőzésen 3–0-s vereséget szenvedtek, amivel a csoport második helyére csúsztak vissza, ahonnan a selejtezőtorna végéig nem is mozdultak el. A D jelű selejtezőcsoport legeredményesebb játékosa a nyolcgólos Lukas Podolski volt. Az Európa-bajnokság csoportmérkőzései során Lengyelország 2–0-s legyőzésével kezdtek (Podolski duplázott), majd a horvátoktól szenvedtek meglepő, 2–1-es vereséget, ráadásul Bastian Schweinsteigert Frank De Bleeckere játékvezető ki is állította a mérkőzés 92. percében. Az Ausztria elleni feszült hangulatú (Manuel Mejuto González mindkét szövetségi kapitányt, Josef Hickersbergert és Joachim Löwöt is elküldte a kispadtól a 41. percben), és a továbbjutást eldöntő találkozót Michael Ballack szabadrúgásgóljával megnyerték, így bejutottak a negyeddöntőbe. Ott az A csoport győztesével, Portugáliával mérkőztek meg az eltiltott Löwöt helyettesítő Hans-Dieter Flick segédedző vezetésével. A 26. percre már 2–0-s vezetésre tettek szert Schweinsteiger és Klose találataival, a félidő előtt Nuno Gomes szépített, a 61. percben Ballack góljával 3–1-re vezettek, végül Hélder Postiga állította be a 87. percben a végeredményt. Az elődöntőben a torna meglepetéscsapa, Törökország ellen léptek pályára, ahol egy izgalmas találkozón nyertek 3–2-re Philipp Lahm 90. percben szerzett góljával. Június 29-én a döntőben Spanyolország 1–0-ra nyert ellenük Fernando Torres góljával, így ezüstérmesként zárták a tornát.
Az Európa-bajnokság után Joachim Löw a játékoskeret megfiatalításába kezdett, így olyan játékosokat válogatott be, mint René Adler, Serdar Tasci vagy Mesut Özil, tette mindezt azért hogy versenyhelyzetet alakítson ki, ám a keret tagjai között ez feszültség kialakulásához vezetett. A 2010-es labdarúgó-világbajnokság-selejtezőjében Németország azonos csoportba került Azerbajdzsán (melyet Berti Vogts korábbi német kapitány irányít), Finnország, Liechtenstein, Oroszország és Wales csapatával.
A nehéz selejtezőcsoport ellenére – melyben szerepelt a legutóbbi Európa-bajnokságon elődöntős Oroszország – Németország jól kezdte a szereplését, és Dortmundban 2–1-re legyőzte az oroszokat, ahol az első játékrészben dominált a németek játéka, és erős nyomás alatt tartották ellenfelüket. Azonban a Szbornaja a selejtezők hátralévő részében jó teljesítményt mutatott, s így egészen az utolsó előtti mérkőzésig életben tartotta a csoportgyőzelemre való esélyét. A moszkvai találkozót műfüves borítású pályán rendezték meg, ezért Németország nehéz küzdelmet várt. Mindezek ellenére a németek stabilan védekeztek, és megakadályozták az összes orosz támadást, majd Mesut Özil betört az orosz büntetőterületen belülre, és Miroslav Klosehoz passzolta a labdát, aki így megszerezte a győztes gólt. Németország veretlenül nyerte meg a selejtezőcsoportját, és jutott ki a 2010-es Dél-afrikai világbajnokságra.
A 2009. november 14-i Chile elleni barátságos mérkőzést Robert Enke halálesete miatt lemondták. A Hannover 96 kapusa tagja volt a bővebb keretnek, azonban sérülés miatt nem került be. Enke esélyes lett volna a 2010-es vb-csapat első számú kapus posztjára. Az eset megrázta az egész válogatottat.
A vb-re való felkészülés jegyében négy mérkőzést játszottak. Elefántcsontparttal szemben 2–2-es döntetlen született, Argentínától hazai pályán 1–0-ra kaptak ki, Máltát 3–0-ra verték. Az egyetlen idegenbeli barátságos mérkőzésüket Magyarország ellen játszották, amely a vendég német csapat 3–0-s sikerét hozta. Az utolsó felkészülési találkozón a bosnyákokkal mérkőztek meg, ami a Nationalelf 3–1-es győzelmével végződött.
A 2010-es világbajnokság sorsolását 2009. december 4-én tartották. A németek a D csoportba kerültek Ausztrália, Szerbia és Ghána társaságában. A torna során Németország meggyőző, támadó szellemű, látványos játékot mutatott. Az Ausztrália elleni első csoportmérkőzésüket 4–0-ra nyerték meg, míg a második találkozón kikaptak 1–0-ra a szerbektől. Az utolsó mérkőzésen a továbbjutásért léptek pályára Ghána ellen, végül Mesut Özil góljával 1–0 arányban legyőzték az afrikaiakat.
A legjobb 16 között Angliát 4–1-re verték (ahol Frank Lampard szabályos gólját nem adták meg). A negyeddöntőben Argentínát ütötték ki 4–0-ra. A mérkőzésen Miroslav Klose a 100. válogatottságát ünnepelte, és két góljának köszönhetően beérte az örökranglistán Gerd Müllert, aki 14 világbajnoki góljával a legeredményesebb német játékos volt. A július 7-i elődöntőben Spanyolországtól 1–0-s vereséget szenvedtek. A harmadik helyért rendezett mérkőzésen 3–2-re nyertek Uruguay ellen, így a csapat bronzérmesként zárta a tornát.
A torna alatt összesen 16 gólt szereztek, míg a győztes spanyolok mindössze nyolcat. Az 1982-es világbajnokságon szereplő brazil csapat óta a német az első, amely a legtöbb szerzett találat ellenére nem tudta megnyerni a világbajnokságot.
A csapat vb-kerete igencsak nemzetközivé vált, mivel a 23 fős játékosállományból 11 labdarúgó származása okán szerepelhetett volna másik válogatottban is. További érdekesség, hogy az 1934-es torna óta ez volt a legfiatalabb átlagéletkorral (24,96 év) rendelkező német válogatott keret, amely részt vett a világbajnokságon.

#### 2012–2014

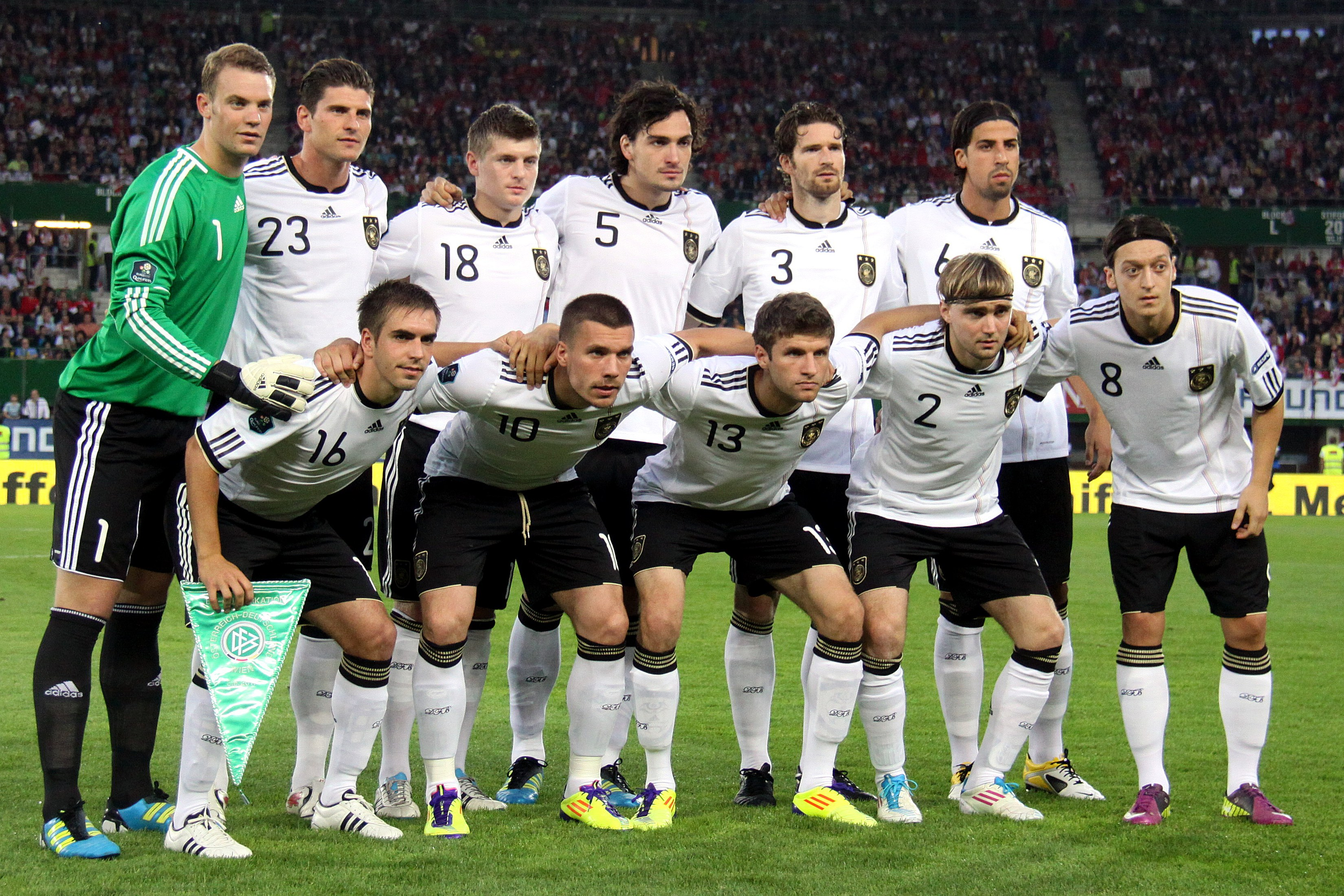
A német válogatott 2011-ben

A német válogatott a 2012-es labdarúgó-Európa-bajnokság selejtezőjében egymás után tízszer nyert, így történelmet írt, mert eddig még sosem sikerült az Eb-selejtezők történetében egymás után tízszer győzniük. Az Európa-bajnokságon négy győzelmet szereztek, a 2010-es világbajnokság bronzmérkőzését is beleszámítva egymás után 15-ször győztek tétmérkőzésen, ezzel új rekordot állítottak fel.
Németország az Európa-bajnokságot a „halálcsoport” kifejezéssel illetett B csoportban kezdte, melynek tagja volt a 2010-es világbajnokság ezüstérmese, Hollandia, valamint Dánia és Portugália. A németek történetük során először magabiztosan három győzelemmel kezdtek: az első mérkőzésen Portugália csapatát Mario Gómez 72. percben szerzett találata révén 1–0 arányban győzték le a németek, ezt követően a torna esélyesét, Hollandiát Mario Gómez két első félidei találatával 2–1-re győzték le németek, majd a csoportelsőséget Dánia 2–1-re való legyőzésével biztosította be Németország. A negyeddöntőben Görögországgal küzdhettek meg a németek. A mérkőzést 4–2-re a németek nyerték meg. Azonban az elődöntőben megszakadt a győzelmi sorozat: az olasz Mario Balotelli kihasználva fizikai előnyét az negyeddöntőben gólt szerző Philipp Lahmmal szemben gólt lőtt Manuel Neuer hálójába, majd az első félidő során még megduplázta az olaszok előnyét, amire a németek válaszolni már csak Mesut Özil révén tudtak a rendes játékidő hosszabbításában, így Németország Olaszország ellen 1–2-re kikapva kiesett az elődöntőben.

A 2014-es VB-döntő kezdőcsapatai

Németország az európai C csoportban szerepelt a selejtezőkben, Svédország, Ausztria, Írország, Kazahsztán és Feröer mellett. A német csapat 2013. október 11-én, az utolsó előtti fordulóban megnyerte a csoportját és kijutott a világbajnokságra. 9 alkalommal győztek és egy Svédország elleni döntetlenjük volt, 36 gólt szereztek és 10-et kaptak. Németország a világbajnokság előtt a 2. volt a FIFA-világranglistán, előttük a világ- és Európa-bajnoki címvédő Spanyolország volt.
A világbajnokságon a G csoportba kerültek, Portugália, Ghána és az Egyesült Államok mellé. Az első mérkőzésükön Portugáliát verték 4–0-ra, majd Ghána ellen 2–2-t játszottak egy fordulatos mérkőzésen. A németek vezettek 1–0-ra, Ghána fordított, végül Németország egyenlített 2–2-re. Az utolsó mérkőzésen az Egyesült Államokat 1–0-ra győzték le, így csoportelsőként jutottak a nyolcaddöntőbe.

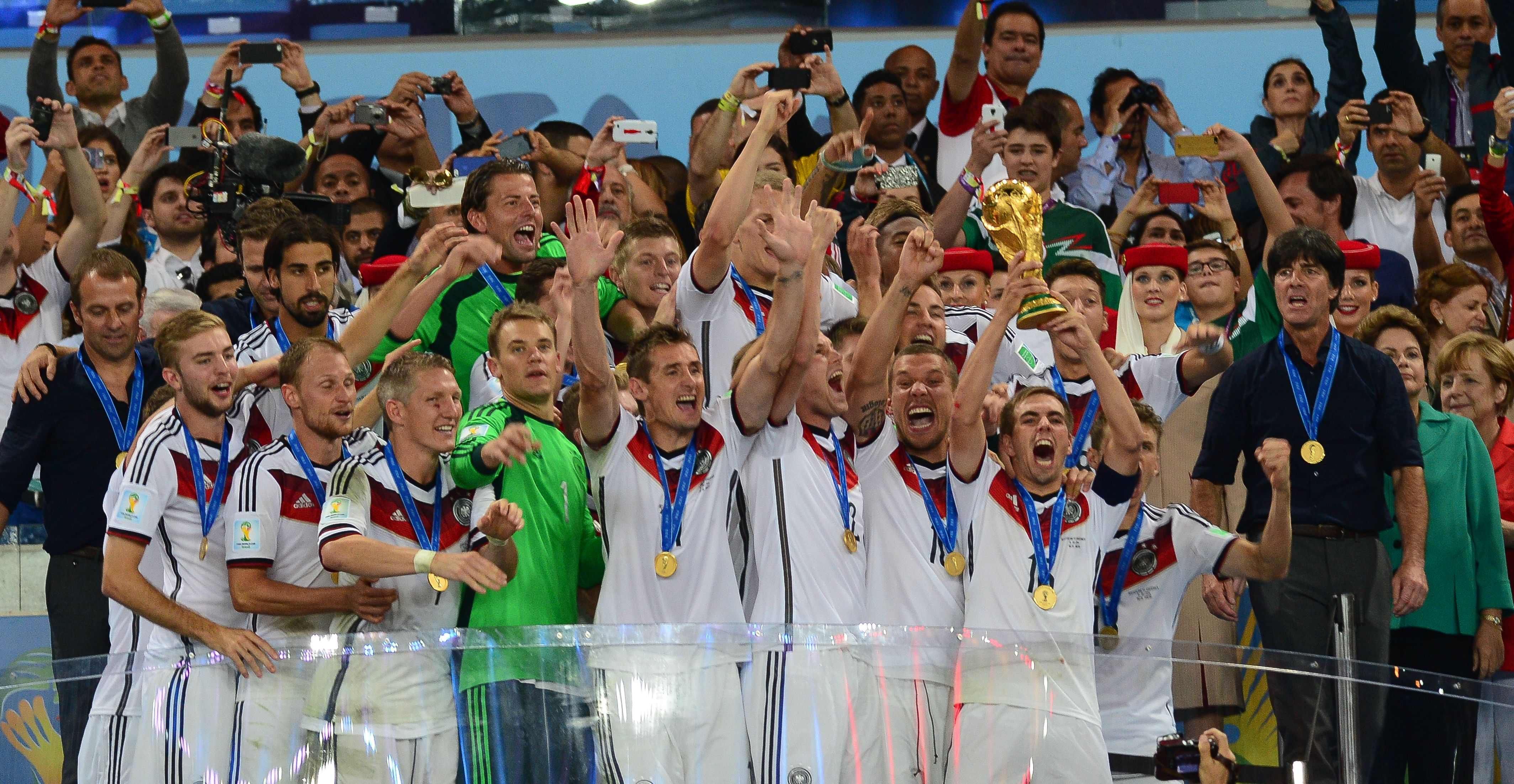
A győztes németek a trófeával

A nyolcaddöntőben Algéria ellen a rendes játékidőben 0–0 volt az állás, végül a németek a hosszabbításban 2–1-re nyerni tudtak. A negyeddöntőben Franciaország volt az ellenfél, Mats Hummels 13. percben szerzett góljával nyertek 1–0-ra, így megszakítás nélkül rekordnak számító negyedik alkalommal jutottak be az elődöntőbe. Az elődöntőben a házigazda brazil válogatott elleni mérkőzést fölényesen 7–1-re nyerték meg, az első félóra után már 5–0-ra vezettek. A csapat az elődöntőig bezárólag 17 gólt szerzett a világbajnokságon és 4-et kapott. Thomas Müller volt a legeredményesebb gólszerző, 5 góllal.
A világbajnokság döntőjét Mario Götze a hosszabbítás 113. percében szerzett találatával 1–0-ra Németország nyerte meg Argentína ellen, és története negyedik világbajnoki címét szerezte.
A világbajnokságot követően visszavonult a válogatottságtól a világbajnokságok történetében legtöbb, 16 gólt szerző Miroslav Klose, aki a brazil Ronaldo rekordját a Brazília–Németország mérkőzésen döntötte meg, Per Mertesacker, valamint a világbajnok válogatott csapatkapitánya, Philipp Lahm, aki tisztségét Bastian Schweinsteigernek adta át.

#### 2014–2019
A 2016-os Európa-bajnokság selejtezőjében a csoportjukban az első helyen végeztek, amelyet 2015. október 11-én biztosítottak be a Grúzia ellen.
2015. november 13.-án barátságos meccset játszottak Franciaország ellen Párizsban a terrortámadás-sorozat alatt. Négy nappal később a német válogatott Hollandia ellen játszott volna barátságos meccset Hannoverben, de a meccset biztonsági okokra hivatkozva nem tartották meg.
Az Európa-bajnokságon Ukrajnát 2–0-ra, Észak-Írországot 1–0-ra győzték le, Lengyelország ellen pedig 0–0-ás döntetlent játszottak a csoportkörben. A nyolcaddöntőben Jérôme Boateng, Mario Gómez és Julian Draxler góljával 3–0-ra verték Szlovákiát. A negyeddöntőben Olaszország ellen 1–1-es eredményt értek el és büntetőkkel jutottak tovább az elődöntőbe, ahol a házigazda Franciaországtól kaptak ki 2–0-ra. A 2014-es világbajnoki győzelmüknek köszönhetően részt vettek a 2017-es konföderációs kupán, ahol a csoportkörben Ausztráliát 3–2-re, Kamerunt 3–1-re győzték le, Chilével pedig 1–1-es döntetlent játszottak. Az elődöntőben Mexikót verték 4–1-re. A döntőben Lars Stindl góljával 1–0-ra legyőzték Chilét és megszerezték az első helyet. Ez volt az utolsó konföderációs kupa, mert a FIFA bejelentette, hogy többé már nem rendezik meg a sorozatot.
A 2018-as világbajnokság selejtezőinek C csoportjában mind a tíz mérkőzésüket megnyerték és kijutottak az oroszországi tornára. Az F csoportban szerepeltek Dél-Korea, Mexikó és Svédország társaságában. Az első csoportmérkőzésüket 1–0-ra elveszítették Mexikóval szemben. Svédország ellen hátrányba kerültek, de Marco Reus és Toni Kroos góljával sikerült fordítaniuk és megnyerniük a találkozót. A harmadik mérkőzésükön Dél-Korea ellen 2–0-ás vereséget szenvedtek és nem jutottak tovább az egyenes kieséses szakaszba.
A 2018-19-es UEFA Nemzetek Ligájában az A ligában Hollandia és Franciaország volt az ellenfelük. Hazai pályán 0–0-ás döntetlennel kezdtek a franciák ellen, amit a Hollandia elleni 3–0-ás idegenbeli vereség követett. Franciaországban kikaptak 2–1-re és 2–2-es döntetlennel fejezték be a sorozatot hazai pályán Hollandia ellen. A csoport utolsó helyén végeztek és kiestek a B ligába, de később módosítottak a szabályokon, így a németek maradtak az A ligában.

### 2020-as évek
A Nemzetek Ligája 2020-21-es kiírásban Spanyolország mögött a második helyen helyen végeztek az A ligában. A 2020-as Európa-bajnokság selejtezőiben nyolc mérkőzésből hetet megnyertek és Hollandiával egyetemben kijutottak az Európa-bajnokságra, amit a Covid19-pandémia miatt elhalasztottak egy évvel és 2021-ben került megrendezésre. Tavassazl bejelentették, hogy Joachim Löw távozik az Európa-bajnokságot követően. Egy hónappal később világbajnoki-selejtezőn Észak-Macedónia ellen 2–1-es vereséget szenvedtek hazai pályán. 2001 óta ez volt az első vereségük vb-selejtezőn, akkor Angliától kaptak ki 5–1-re. 2021. május 25-én bejelentették, hogy Löwöt Hansi Flick váltja a szövetségi kapitányi poszton.
Az Európa-bajnokságon az első mérkőzésüket elveszítették 1–0-ra Franciaország ellen. Portugáliát legyőzték 4–2-re, amiben két öngól is a segítségükre volt. Magyarország ellen 2–2-es döntetlennel zárták a csoportkört. Valamennyi találkozójuknak a müncheni Allianz Arena adott otthont. A nyolcaddöntőben Angliával kerültek szembe és a Wembley-ben rendezett találkozót elveszítették 2–0-ra. A tornát követően Hansi Flick vette át a munkát. 2021. október 11-én legyőzték Észak-Macedóniát 4–0-ra és első csapatként jutottak ki a 2022-es világbajnokságra. A 2022-23-as UEFA Nemzetek Ligájában az A ligában szerepeltek és a hat mérkőzésből egy győzelem és egy vereség mellett négy döntetlent játszottak. Olaszország és Magyarország mögött, Angliát megelőzve a harmadik helyen végeztek.
A 2022-es világbajnokság az E csoportban szerepeltek Costa Rica, Japán és Spanyolország társaságában. Első mérkőzésüket meglepetésre elveszítették 2–1-re Japán ellen. A második találkozón Spanyolországgal játszottak és 1–1-es döntetlent értek el. Costa Ricát Serge Gnabry, Niclas Füllkrug és Kai Havertz duplájával 4–2-re legyőzték a zárókörben, de a rosszabb gólkülönbségük miatt nem jutottak tovább a csoportkörből.

## Nemzetközi eredmények
Labdarúgó-világbajnokság
- Aranyérmes: 4 alkalommal (1954, 1974, 1990, 2014)
- Ezüstérmes: 4 alkalommal (1966, 1982, 1986, 2002)
- Bronzérmes: 4 alkalommal (1934, 1970, 2006, 2010)

Labdarúgó-Európa-bajnokság
- Aranyérmes: 3 alkalommal (1972, 1980, 1996)
- Ezüstérmes: 3 alkalommal (1976, 1992, 2008)
- Bronzérmes: 3 alkalommal (1988, 2012, 2016)

Olimpiai játékok
Az olimpiai játékokon nem a felnőtt válogatott játszik, hanem csak 23 évnél fiatalabb játékosokból állhat a csapat 3 túlkoros játékos kivételével.
- Ezüstérmes: 1 alkalommal (2016)
- Bronzérmes: 1 alkalommal (1988)

Konföderációs kupa
- Aranyérmes: 1 alkalommal (2017)
- Bronzérmes: 1 alkalommal (2005)

### Világbajnokság
Világbajnok
      Ezüstérem
      Bronzérem
      Negyedik hely
      Egészben vagy részben hazai rendezésű
| Világbajnokság | Világbajnokság | Világbajnokság | Világbajnokság | Világbajnokság | Világbajnokság | Világbajnokság | Világbajnokság | Világbajnokság | Világbajnokság | Selejtezők                         | Selejtezők                         | Selejtezők                         | Selejtezők                         | Selejtezők                         | Selejtezők                         | Selejtezők                         |
| Év             | Eredmény       | H.             | M              | Gy             | D              | V              | G+             | G–             | Keret          | H.                                 | M                                  | Gy                                 | D                                  | V                                  | G+                                 | G–                                 |
| -------------- | -------------- | -------------- | -------------- | -------------- | -------------- | -------------- | -------------- | -------------- | -------------- | ---------------------------------- | ---------------------------------- | ---------------------------------- | ---------------------------------- | ---------------------------------- | ---------------------------------- | ---------------------------------- |
| 1930           | nem indult     | nem indult     | nem indult     | nem indult     | nem indult     | nem indult     | nem indult     | nem indult     | nem indult     | nem indult                         | nem indult                         | nem indult                         | nem indult                         | nem indult                         | nem indult                         | nem indult                         |
| 1934           | Bronzérem      | 3.             | 4              | 3              | 0              | 1              | 11             | 8              | Keret          | 1.                                 | 1                                  | 1                                  | 0                                  | 0                                  | 9                                  | 1                                  |
| 1938           | Nyolcaddöntő   | 10.            | 2              | 0              | 1              | 1              | 3              | 5              | Keret          | 1.                                 | 3                                  | 3                                  | 0                                  | 0                                  | 11                                 | 1                                  |
| 1950           | eltiltották    | eltiltották    | eltiltották    | eltiltották    | eltiltották    | eltiltották    | eltiltották    | eltiltották    | eltiltották    | eltiltották                        | eltiltották                        | eltiltották                        | eltiltották                        | eltiltották                        | eltiltották                        | eltiltották                        |
| 1954           | Világbajnok    | 1.             | 6              | 5              | 0              | 1              | 25             | 14             | Keret          | 1.                                 | 4                                  | 3                                  | 1                                  | 0                                  | 12                                 | 3                                  |
| 1958           | Negyedik hely  | 4.             | 6              | 2              | 2              | 2              | 12             | 14             | Keret          | címvédőként automatikusan kijutott | címvédőként automatikusan kijutott | címvédőként automatikusan kijutott | címvédőként automatikusan kijutott | címvédőként automatikusan kijutott | címvédőként automatikusan kijutott | címvédőként automatikusan kijutott |
| 1962           | Negyeddöntő    | 7.             | 4              | 2              | 1              | 1              | 4              | 2              | Keret          | 1.                                 | 4                                  | 4                                  | 0                                  | 0                                  | 11                                 | 5                                  |
| 1966           | Ezüstérem      | 2.             | 6              | 4              | 1              | 1              | 15             | 6              | Keret          | 1.                                 | 4                                  | 3                                  | 1                                  | 0                                  | 14                                 | 2                                  |
| 1970           | Bronzérem      | 3.             | 6              | 5              | 0              | 1              | 17             | 10             | Keret          | 1.                                 | 6                                  | 5                                  | 1                                  | 0                                  | 20                                 | 3                                  |
| 1974           | Világbajnok    | 1.             | 7              | 6              | 0              | 1              | 13             | 4              | Keret          | rendezőként automatikusan kijutott | rendezőként automatikusan kijutott | rendezőként automatikusan kijutott | rendezőként automatikusan kijutott | rendezőként automatikusan kijutott | rendezőként automatikusan kijutott | rendezőként automatikusan kijutott |
| 1978           | Középdöntő     | 6.             | 6              | 1              | 4              | 1              | 10             | 5              | Keret          | címvédőként automatikusan kijutott | címvédőként automatikusan kijutott | címvédőként automatikusan kijutott | címvédőként automatikusan kijutott | címvédőként automatikusan kijutott | címvédőként automatikusan kijutott | címvédőként automatikusan kijutott |
| 1982           | Ezüstérem      | 2.             | 7              | 3              | 2              | 2              | 12             | 10             | Keret          | 1.                                 | 8                                  | 8                                  | 0                                  | 0                                  | 33                                 | 3                                  |
| 1986           | Ezüstérem      | 2.             | 7              | 3              | 2              | 2              | 8              | 7              | Keret          | 1.                                 | 8                                  | 5                                  | 2                                  | 1                                  | 22                                 | 9                                  |
| 1990           | Világbajnok    | 1.             | 7              | 5              | 2              | 0              | 15             | 5              | Keret          | 2.                                 | 6                                  | 3                                  | 3                                  | 0                                  | 13                                 | 3                                  |
| 1994           | Negyeddöntő    | 5.             | 5              | 3              | 1              | 1              | 9              | 7              | Keret          | címvédőként automatikusan kijutott | címvédőként automatikusan kijutott | címvédőként automatikusan kijutott | címvédőként automatikusan kijutott | címvédőként automatikusan kijutott | címvédőként automatikusan kijutott | címvédőként automatikusan kijutott |
| 1998           | Negyeddöntő    | 7.             | 5              | 3              | 1              | 1              | 8              | 6              | Keret          | 1.                                 | 10                                 | 6                                  | 4                                  | 0                                  | 23                                 | 9                                  |
| 2002           | Ezüstérem      | 2.             | 7              | 5              | 1              | 1              | 14             | 3              | Keret          | 2.                                 | 10                                 | 6                                  | 3                                  | 1                                  | 19                                 | 12                                 |
| 2006           | Bronzérem      | 3.             | 7              | 5              | 1              | 1              | 14             | 6              | Keret          | rendezőként automatikusan kijutott | rendezőként automatikusan kijutott | rendezőként automatikusan kijutott | rendezőként automatikusan kijutott | rendezőként automatikusan kijutott | rendezőként automatikusan kijutott | rendezőként automatikusan kijutott |
| 2010           | Bronzérem      | 3.             | 7              | 5              | 0              | 2              | 16             | 5              | Keret          | 1.                                 | 10                                 | 8                                  | 2                                  | 0                                  | 26                                 | 5                                  |
| 2014           | Világbajnok    | 1.             | 7              | 6              | 1              | 0              | 18             | 4              | Keret          | 1.                                 | 10                                 | 9                                  | 1                                  | 0                                  | 36                                 | 10                                 |
| 2018           | Csoportkör     | 22.            | 3              | 1              | 0              | 2              | 2              | 4              | Keret          | 1.                                 | 10                                 | 10                                 | 0                                  | 0                                  | 43                                 | 4                                  |
| 2022           | Csoportkör     | 17.            | 3              | 1              | 1              | 1              | 6              | 5              | Keret          | 1.                                 | 10                                 | 9                                  | 0                                  | 1                                  | 36                                 | 4                                  |
| 2026           | később         | később         | később         | később         | később         | később         | később         | később         | később         | később                             | később                             | később                             | később                             | később                             | később                             | később                             |
| 2030           | később         | később         | később         | később         | később         | később         | később         | később         | később         | később                             | később                             | később                             | később                             | később                             | később                             | később                             |
| 2034           | később         | később         | később         | később         | később         | később         | később         | később         | később         | később                             | később                             | később                             | később                             | később                             | később                             | később                             |
| Összesen       |                | 20/22          | 112            | 68             | 21             | 23             | 232            | 130            | –              | Összesen                           | 104                                | 83                                 | 18                                 | 3                                  | 328                                | 74                                 |

### Európa-bajnokság
Európa-bajnok
      Ezüstérem
      Bronzérem
      Egészben vagy részben hazai rendezésű
| Európa-bajnokság | Európa-bajnokság | Európa-bajnokság | Európa-bajnokság | Európa-bajnokság | Európa-bajnokság | Európa-bajnokság | Európa-bajnokság | Európa-bajnokság | Európa-bajnokság | Selejtezők                         | Selejtezők                         | Selejtezők                         | Selejtezők                         | Selejtezők                         | Selejtezők                         | Selejtezők                         |
| Év               | Eredmény         | H.               | M                | Gy               | D                | V                | G+               | G–               | Keret            | H.                                 | M                                  | Gy                                 | D                                  | V                                  | G+                                 | G–                                 |
| ---------------- | ---------------- | ---------------- | ---------------- | ---------------- | ---------------- | ---------------- | ---------------- | ---------------- | ---------------- | ---------------------------------- | ---------------------------------- | ---------------------------------- | ---------------------------------- | ---------------------------------- | ---------------------------------- | ---------------------------------- |
| 1960             | nem indult       | nem indult       | nem indult       | nem indult       | nem indult       | nem indult       | nem indult       | nem indult       | nem indult       | nem indult                         | nem indult                         | nem indult                         | nem indult                         | nem indult                         | nem indult                         | nem indult                         |
| 1964             | nem indult       | nem indult       | nem indult       | nem indult       | nem indult       | nem indult       | nem indult       | nem indult       | nem indult       | nem indult                         | nem indult                         | nem indult                         | nem indult                         | nem indult                         | nem indult                         | nem indult                         |
| 1968             | nem jutott ki    | nem jutott ki    | nem jutott ki    | nem jutott ki    | nem jutott ki    | nem jutott ki    | nem jutott ki    | nem jutott ki    | nem jutott ki    | 2.                                 | 4                                  | 2                                  | 1                                  | 1                                  | 9                                  | 2                                  |
| 1972             | Európa-bajnok    | 1.               | 2                | 2                | 0                | 0                | 5                | 1                | Keret            | 1.                                 | 8                                  | 5                                  | 3                                  | 0                                  | 13                                 | 3                                  |
| 1976             | Ezüstérem        | 2.               | 2                | 1                | 1                | 0                | 6                | 4                | Keret            | 1.                                 | 8                                  | 4                                  | 4                                  | 0                                  | 17                                 | 5                                  |
| 1980             | Európa-bajnok    | 1.               | 4                | 3                | 1                | 0                | 6                | 3                | Keret            | 1.                                 | 6                                  | 4                                  | 2                                  | 0                                  | 17                                 | 1                                  |
| 1984             | Csoportkör       | 5.               | 3                | 1                | 1                | 1                | 2                | 2                | Keret            | 1.                                 | 8                                  | 5                                  | 1                                  | 2                                  | 15                                 | 5                                  |
| 1988             | Elődöntő         | 3.               | 4                | 2                | 1                | 1                | 6                | 3                | Keret            | rendezőként automatikusan kijutott | rendezőként automatikusan kijutott | rendezőként automatikusan kijutott | rendezőként automatikusan kijutott | rendezőként automatikusan kijutott | rendezőként automatikusan kijutott | rendezőként automatikusan kijutott |
| 1992             | Ezüstérem        | 2.               | 5                | 2                | 1                | 2                | 7                | 8                | Keret            | 1.                                 | 6                                  | 5                                  | 0                                  | 1                                  | 13                                 | 4                                  |
| 1996             | Európa-bajnok    | 1.               | 6                | 4                | 2                | 0                | 10               | 3                | Keret            | 1.                                 | 10                                 | 8                                  | 1                                  | 1                                  | 27                                 | 10                                 |
| 2000             | Csoportkör       | 15.              | 3                | 0                | 1                | 2                | 1                | 5                | Keret            | 1.                                 | 8                                  | 6                                  | 1                                  | 1                                  | 20                                 | 4                                  |
| 2004             | Csoportkör       | 12.              | 3                | 0                | 2                | 1                | 2                | 3                | Keret            | 1.                                 | 8                                  | 5                                  | 3                                  | 0                                  | 13                                 | 4                                  |
| 2008             | Ezüstérem        | 2.               | 6                | 4                | 0                | 2                | 10               | 7                | Keret            | 2.                                 | 12                                 | 8                                  | 3                                  | 1                                  | 35                                 | 7                                  |
| 2012             | Elődöntő         | 3.               | 5                | 4                | 0                | 1                | 10               | 6                | Keret            | 1.                                 | 10                                 | 10                                 | 0                                  | 0                                  | 34                                 | 7                                  |
| 2016             | Elődöntő         | 3.               | 6                | 3                | 2                | 1                | 7                | 3                | Keret            | 1.                                 | 10                                 | 7                                  | 1                                  | 2                                  | 24                                 | 9                                  |
| 2020             | Nyolcaddöntő     | 15.              | 4                | 1                | 1                | 2                | 6                | 7                | Keret            | 1.                                 | 8                                  | 7                                  | 0                                  | 1                                  | 30                                 | 7                                  |
| 2024             | Negyeddöntő      | 5.               | 5                | 3                | 1                | 1                | 11               | 4                | Keret            | rendezőként automatikusan kijutott | rendezőként automatikusan kijutott | rendezőként automatikusan kijutott | rendezőként automatikusan kijutott | rendezőként automatikusan kijutott | rendezőként automatikusan kijutott | rendezőként automatikusan kijutott |
| 2028             | később           | később           | később           | később           | később           | később           | később           | később           | később           | később                             | később                             | később                             | később                             | később                             | később                             | később                             |
| 2032             | később           | később           | később           | később           | később           | később           | később           | később           | később           | később                             | később                             | később                             | később                             | később                             | később                             | később                             |
| Összesen         |                  | 14/17            | 58               | 30               | 14               | 14               | 89               | 59               | –                | Összesen                           | 106                                | 76                                 | 20                                 | 10                                 | 267                                | 68                                 |

### UEFA Nemzetek Ligája
| Csoportkör | Csoportkör | Csoportkör | Csoportkör | Csoportkör | Csoportkör | Csoportkör | Csoportkör | Csoportkör | Csoportkör | Csoportkör         | Csoportkör | Egyenes kieséses szakasz | Egyenes kieséses szakasz | Egyenes kieséses szakasz | Egyenes kieséses szakasz | Egyenes kieséses szakasz | Egyenes kieséses szakasz | Egyenes kieséses szakasz | Egyenes kieséses szakasz | Egyenes kieséses szakasz |
| Szezon     | Liga       | Csoport    | H          | M          | Gy         | D          | V          | G+         | G–         | Feljutás/kiesés    | Helyezés   | Év                       | Eredmény                 | M                        | Gy                       | D                        | V                        | G+                       | G–                       | Keret                    |
| ---------- | ---------- | ---------- | ---------- | ---------- | ---------- | ---------- | ---------- | ---------- | ---------- | ------------------ | ---------- | ------------------------ | ------------------------ | ------------------------ | ------------------------ | ------------------------ | ------------------------ | ------------------------ | ------------------------ | ------------------------ |
| 2018–19    | A          | 1.         | 3.         | 4          | 0          | 2          | 2          | 3          | 7          | (formátumváltozás) | 11.        | 2019                     | nem jutott be            | nem jutott be            | nem jutott be            | nem jutott be            | nem jutott be            | nem jutott be            | nem jutott be            | nem jutott be            |
| 2020–21    | A          | 4.         | 2.         | 6          | 2          | 3          | 1          | 10         | 13         | Állandó            | 8.         | 2021                     | nem jutott be            | nem jutott be            | nem jutott be            | nem jutott be            | nem jutott be            | nem jutott be            | nem jutott be            | nem jutott be            |
| 2022–23    | A          | 3.         | 3.         | 6          | 1          | 4          | 1          | 11         | 9          | Állandó            | 10.        | 2023                     | nem jutott be            | nem jutott be            | nem jutott be            | nem jutott be            | nem jutott be            | nem jutott be            | nem jutott be            | nem jutott be            |
| 2024–25    | A          | 3.         |            |            |            |            |            |            |            |                    |            | 2025                     |                          |                          |                          |                          |                          |                          |                          |                          |
| Összesen   | Összesen   | Összesen   | Összesen   | 16         | 3          | 9          | 4          | 24         | 29         |                    |            |                          | 0/3                      | –                        | –                        | –                        | –                        | –                        | –                        |                          |

### Konföderációs kupa
| Év       | Eredmény      | M  | Gy | D* | V | Rg | Kg | Keret |
| -------- | ------------- | -- | -- | -- | - | -- | -- | ----- |
| 1992     | Nem jutott be | —  | —  | —  | — | —  | —  | —     |
| 1995     | Nem jutott be | —  | —  | —  | — | —  | —  | —     |
| 1997     | Nem indult    | —  | —  | —  | — | —  | —  | —     |
| 1999     | Csoportkör    | 3  | 1  | 0  | 2 | 2  | 6  | Keret |
| 2001     | Nem jutott be | —  | —  | —  | — | —  | —  | —     |
| 2003     | Nem indult    | —  | —  | —  | — | —  | —  | —     |
| 2005     | Bronzérmes    | 5  | 3  | 1  | 1 | 15 | 11 | Keret |
| 2009     | Nem jutott be | —  | —  | —  | — | —  | —  | —     |
| 2013     | Nem jutott be | —  | —  | —  | — | —  | —  | —     |
| 2017     | Aranyérmes    | 5  | 4  | 1  | 0 | 12 | 5  | Keret |
| Összesen | 3/10          | 13 | 8  | 2  | 3 | 29 | 22 | —     |

* Tartalmazza azokat a mérkőzéseket is, amelyeken büntetőpárbajra került sor.
** A piros keretben jelölt konföderációs kupa hazai rendezésű volt.

## Játékosok

### Játékoskeret
A válogatott kerete a 2025. március 20-i  Olaszország elleni UEFA Nemzetek Ligája mérkőzésre.
A pályára lépesek és a gólok száma a 2025. március 20-i  Olaszország elleni mérkőzés után lett frissítve.
| Szám | Poszt | Név                    | Születési dátum / Kor          | Válogatottság | Gólok | Klub                     |  |
| ---- | ----- | ---------------------- | ------------------------------ | ------------- | ----- | ------------------------ |  |
| 1    | K     | Oliver Baumann         | 1990. június 2. (34 éves)      | 3             | 0     | TSG Hoffenheim           |  |
| 12   | K     | Alexander Nübel        | 1996. szeptember 30. (28 éves) | 2             | 0     | VfB Stuttgart            |  |
| 21   | K     | Stefan Ortega          | 1992. november 6. (32 éves)    | 0             | 0     | Manchester City          |  |
|      |       |                        |                                |               |       |                          |  |
| 2    | V     | Antonio Rüdiger        | 1993. március 3. (32 éves)     | 78            | 3     | Real Madrid              |  |
| 3    | V     | Robin Koch             | 1996. július 17. (28 éves)     | 12            | 0     | Eintracht Frankfurt      |  |
| 4    | V     | Jonathan Tah           | 1996. február 11. (29 éves)    | 34            | 0     | Bayer Leverkusen         |  |
| 6    | V     | Joshua Kimmich         | 1995. február 8. (30 éves)     | 98            | 7     | Bayern München ()        |  |
| 15   | V     | Nico Schlotterbeck     | 1999. december 1. (25 éves)    | 19            | 0     | Borussia Dortmund        |  |
| 17   | V     | Yann Aurel Bisseck     | 2000. november 29. (24 éves)   | 0             | 0     | Internazionale           |  |
| 18   | V     | Maximilian Mittelstädt | 1997. március 18. (28 éves)    | 11            | 1     | VfB Stuttgart            |  |
| 22   | V     | David Raum             | 1998. április 22. (26 éves)    | 27            | 0     | RB Leipzig               |  |
|      |       |                        |                                |               |       |                          |  |
| 5    | KP    | Pascal Groß            | 1991. június 15. (33 éves)     | 13            | 1     | Borussia Dortmund        |  |
| 8    | KP    | Leon Goretzka          | 1995. február 6. (30 éves)     | 58            | 15    | Bayern München           |  |
| 10   | KP    | Jamal Musiala          | 2003. február 26. (22 éves)    | 39            | 7     | Bayern München           |  |
| 11   | KP    | Nadiem Amiri           | 1996. október 27. (28 éves)    | 6             | 0     | Mainz 05                 |  |
| 14   | KP    | Jamie Leweling         | 2001. február 26. (24 éves)    | 2             | 1     | VfB Stuttgart            |  |
| 16   | KP    | Angelo Stiller         | 2001. április 4. (23 éves)     | 3             | 0     | VfB Stuttgart            |  |
| 19   | KP    | Leroy Sané             | 1996. január 11. (29 éves)     | 68            | 14    | Bayern München           |  |
| 20   | KP    | Karim Adeyemi          | 2002. január 18. (23 éves)     | 5             | 1     | Borussia Dortmund        |  |
| 23   | KP    | Robert Andrich         | 1994. szeptember 22. (30 éves) | 17            | 0     | Bayer Leverkusen         |  |
|      |       |                        |                                |               |       |                          |  |
| 7    | CS    | Jonathan Burkardt      | 2000. július 11. (24 éves)     | 3             | 0     | Mainz 05                 |  |
| 9    | CS    | Tim Kleindienst        | 1995. augusztus 31. (29 éves)  | 5             | 3     | Borussia Mönchengladbach |  |
| 13   | CS    | Deniz Undav            | 1996. július 19. (28 éves)     | 5             | 3     | VfB Stuttgart            |  |

### A válogatott bő keretéhez tartozó játékosok
| Szám | Poszt | Név                   | Születési dátum / Kor          | Válogatottság | Gólok | Klub                     |  |
| ---- | ----- | --------------------- | ------------------------------ | ------------- | ----- | ------------------------ |  |
|      | K     | Janis Blaswich        | 1991. május 2. (33 éves)       | 0             | 0     | Red Bull Salzburg        |  |
|      | K     | Marc-André ter Stegen | 1992. április 30. (32 éves)    | 42            | 0     | Barcelona                |  |
|      | K     | Manuel Neuer          | 1986. március 27. (38 éves)    | 124           | 0     | Bayern München           |  |
|      | K     | Bernd Leno            | 1992. március 4. (33 éves)     | 9             | 0     | Fulham                   |  |
|      |       |                       |                                |               |       |                          |  |
|      | V     | Robin Gosens          | 1994. július 5. (30 éves)      | 23            | 2     | Fiorentina               |  |
|      | V     | Benjamin Henrichs     | 1997. február 23. (28 éves)    | 19            | 0     | RB Leipzig               |  |
|      | V     | Waldemar Anton        | 1996. július 20. (28 éves)     | 7             | 0     | Borussia Dortmund        |  |
|      | V     | Jan-Niklas Beste      | 1999. január 4. (26 éves)      | 0             | 0     | Benfica                  |  |
|      |       |                       |                                |               |       |                          |  |
|      | KP    | Julian Brandt         | 1996. május 2. (28 éves)       | 48            | 3     | Borussia Dortmund        |  |
|      | KP    | Florian Wirtz         | 2003. május 3. (21 éves)       | 29            | 6     | Bayer Leverkusen         |  |
|      | KP    | Chris Führich         | 1998. január 9. (27 éves)      | 8             | 0     | VfB Stuttgart            |  |
|      | KP    | Felix Nmecha          | 2000. október 10. (24 éves)    | 3             | 1     | Borussia Dortmund        |  |
|      | KP    | Aleksandar Pavlović   | 2004. május 3. (20 éves)       | 4             | 1     | Bayern München           |  |
|      | KP    | Kevin Schade          | 2001. november 27. (23 éves)   | 4             | 0     | Brentford                |  |
|      | KP    | Emre Can              | 1994. január 12. (31 éves)     | 48            | 2     | Borussia Dortmund        |  |
|      | KP    | İlkay Gündoğan        | 1990. október 24. (34 éves)    | 82            | 19    | Manchester City          |  |
|      | KP    | Rocco Reitz           | 2002. május 29. (22 éves)      | 0             | 0     | Borussia Mönchengladbach |  |
|      |       |                       |                                |               |       |                          |  |
|      | CS    | Kai Havertz           | 1999. június 11. (25 éves)     | 55            | 20    | Arsenal                  |  |
|      | CS    | Serge Gnabry          | 1995. július 14. (29 éves)     | 49            | 22    | Bayern München           |  |
|      | CS    | Maximilian Beier      | 2002. október 17. (22 éves)    | 4             | 0     | Borussia Dortmund        |  |
|      | CS    | Niclas Füllkrug       | 1993. február 9. (32 éves)     | 22            | 14    | West Ham United          |  |
|      | CS    | Thomas Müller         | 1989. szeptember 13. (35 éves) | 131           | 45    | Bayern München           |  |
|      | CS    | Brajan Gruda          | 2004. május 31. (20 éves)      | 0             | 0     | Brighton & Hove Albion   |  |

### A legtöbb válogatottsággal rendelkező játékosok
Az alábbi lista a válogatottban a legtöbbször szereplő 27 játékost tartalmazza. A statisztika 2023. november 21. szerinti (a vastaggal jelölt játékosok jelenleg is tagjai a válogatottnak)

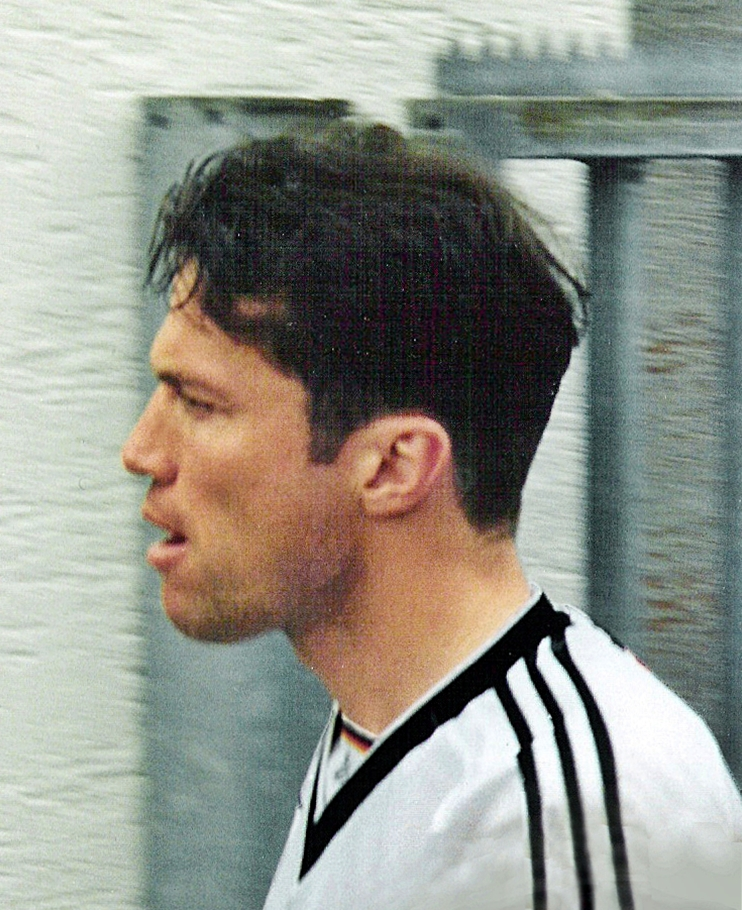
Lothar Matthäus, a válogatottsági csúcstartó

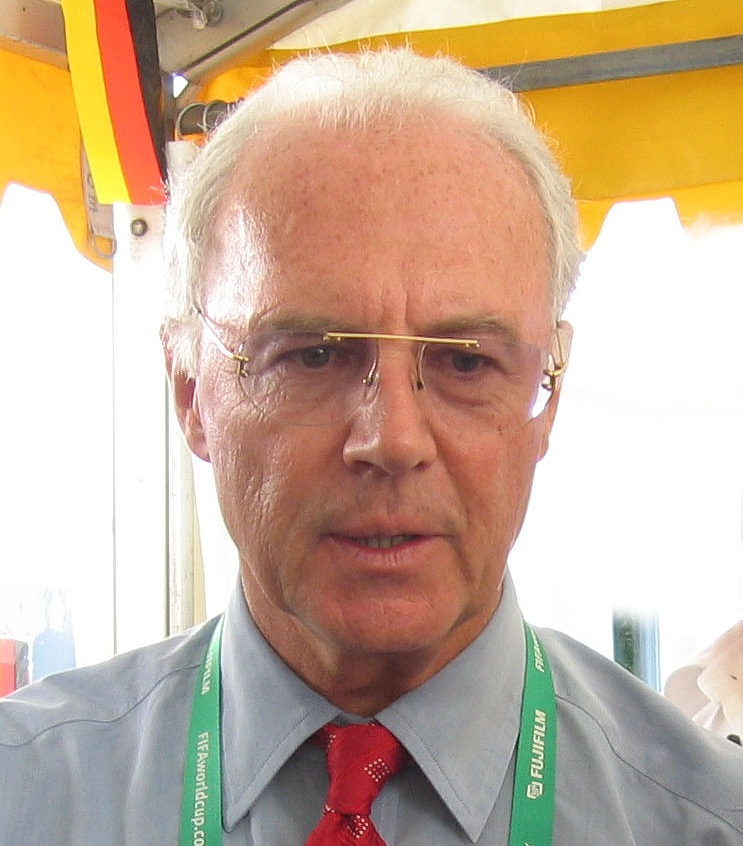
Franz Beckenbauer, aki játékosként és szövetségi kapitányként is világbajnok lett a Nationalelffel

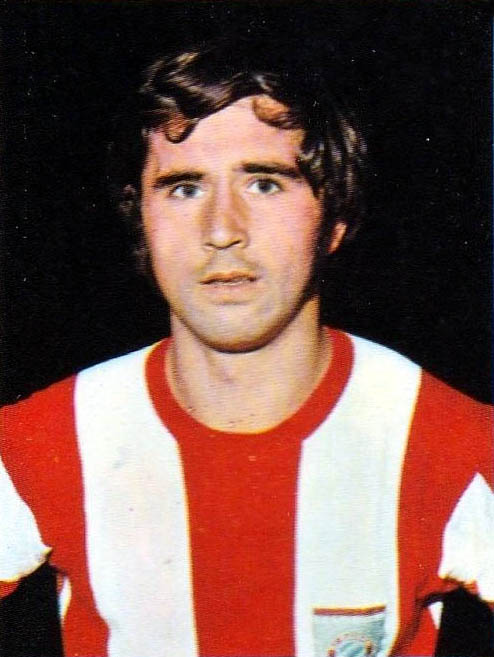
Gerd Müller, „Bomber der Nation” (a nemzet bombázója)

| #  | Név                    | Időszak     | Vál. | Gól |
| -- | ---------------------- | ----------- | ---- | --- |
| 1  | Lothar Matthäus        | 1980–2000   | 150  | 23  |
| 2  | Miroslav Klose         | 2001–2014   | 137  | 71  |
| 3  | Lukas Podolski         | 2004–2017   | 130  | 49  |
| 4  | Thomas Müller          | 2010–0      | 126  | 45  |
| 5  | Bastian Schweinsteiger | 2004–2016   | 121  | 24  |
| 6  | Manuel Neuer           | 2009–0      | 117  | 0   |
| 7  | Philipp Lahm           | 2004–2014   | 113  | 5   |
| 8  | Jürgen Klinsmann       | 1987–1998   | 108  | 47  |
| 9  | Toni Kroos             | 02010–20210 | 106  | 17  |
| 10 | Jürgen Kohler          | 1986–1998   | 105  | 2   |
| 11 | Per Mertesacker        | 2004–2014   | 104  | 2   |
| 12 | Franz Beckenbauer      | 1965–1977   | 103  | 14  |
| 13 | Thomas Häßler          | 1988–2000   | 101  | 11  |
| 14 | Michael Ballack        | 1999–2011   | 98   | 42  |
| 15 | Berti Vogts            | 1967–1978   | 96   | 1   |
| 16 | Sepp Maier             | 1966–1979   | 95   | 0   |
| 16 | Karl-Heinz Rummenigge  | 1976–1986   | 95   | 45  |
| 18 | Mesut Özil             | 2009–2018   | 92   | 23  |
| 19 | Rudi Völler            | 1982–1994   | 90   | 47  |
| 20 | Andreas Brehme         | 1984–1994   | 86   | 8   |
| 20 | Oliver Kahn            | 1995–2006   | 86   | 0   |
| 22 | Andreas Möller         | 1988–1999   | 85   | 29  |
| 23 | Arne Friedrich         | 2002–2011   | 82   | 1   |
| 24 | Karlheinz Förster      | 1978–1986   | 81   | 2   |
| 24 | Wolfgang Overath       | 1963–1974   | 81   | 17  |
| 24 | Bernd Schneider        | 1999–2008   | 81   | 4   |
| 27 | Torsten Frings         | 2001–2009   | 79   | 10  |
| 28 | Mario Gómez            | 2007–2018   | 78   | 31  |
| 29 | Sami Khedira           | 2009–2018   | 77   | 7   |
| 30 | Jérôme Boateng         | 2009–2018   | 76   | 1   |

### A válogatottban legtöbb gólt szerző játékosok
Az alábbi lista a válogatottban a legtöbb gólt szerző 10 játékost tartalmazza. A statisztika 2023. november 21. szerinti (a *-gal jelölt játékosok jelenleg is tagjai a válogatottnak).
Megjegyzés: az NDK-ban szerzett gólokat nem tartalmazza.

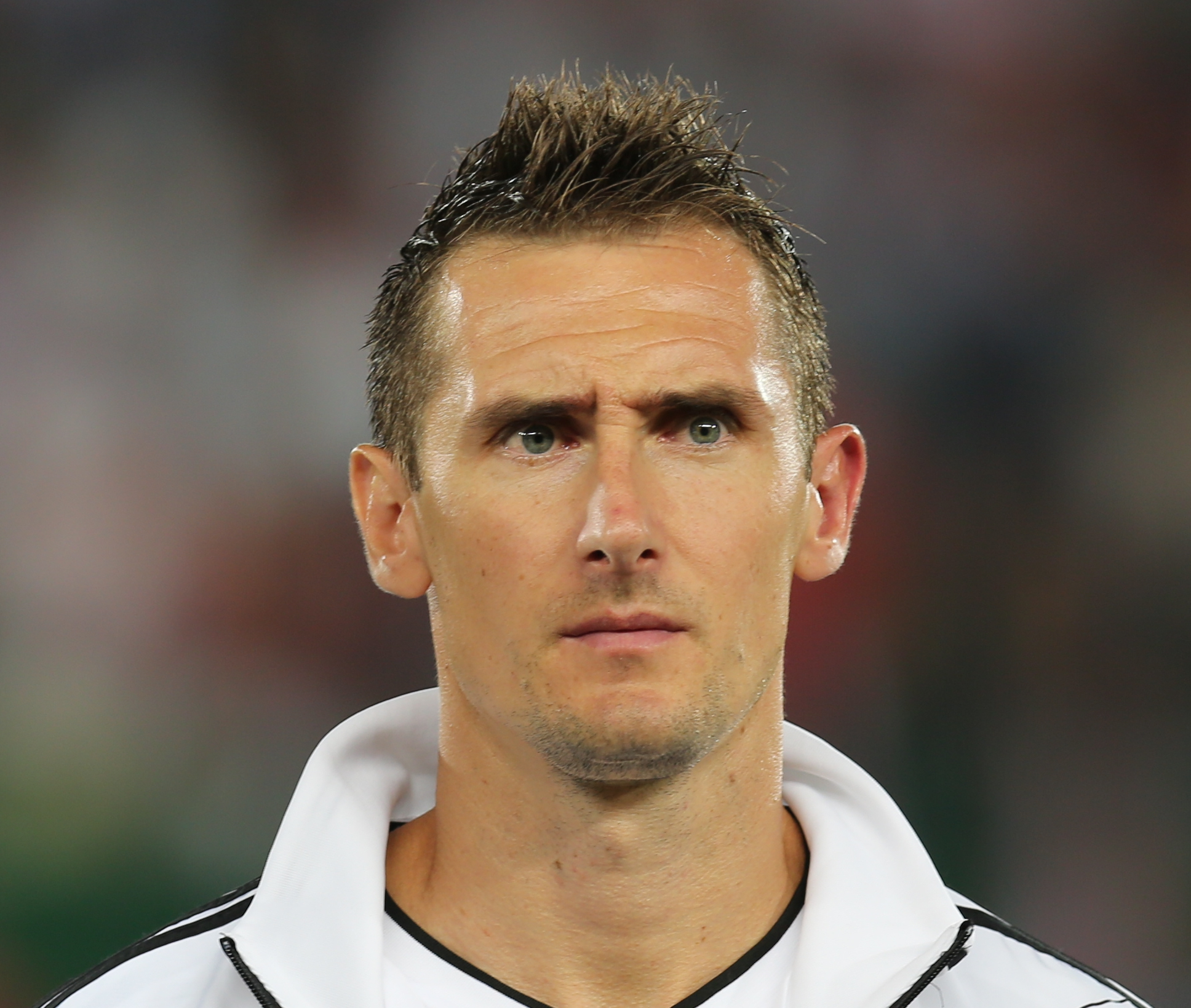
Miroslav Klose a válogatott történetének legeredményesebb játékosa 71 góllal

| #  | Név                   | Gól | Vál. |
| -- | --------------------- | --- | ---- |
| 1  | Miroslav Klose        | 71  | 137  |
| 2  | Gerd Müller           | 68  | 62   |
| 3  | Lukas Podolski        | 49  | 130  |
| 4  | Rudi Völler           | 47  | 90   |
| 4  | Jürgen Klinsmann      | 47  | 108  |
| 6  | Karl-Heinz Rummenigge | 45  | 95   |
| 6  | Thomas Müller         | 45  | 126  |
| 8  | Uwe Seeler            | 43  | 72   |
| 9  | Michael Ballack       | 42  | 98   |
| 10 | Oliver Bierhoff       | 37  | 70   |

### Híresebb játékosok
| - Klaus Allofs - Klaus Augenthaler - Markus Babbel - Michael Ballack - Franz Beckenbauer - Oliver Bierhoff - Marco Bode - Andreas Brehme - Paul Breitner - Guido Buchwald - Edmund Conen - Bernard Dietz - Horst Eckel - Stefan Effenberg - Herbert Erhardt - Klaus Fischer - Karlheinz Förster - Jürgen Grabowski - Thomas Häßler - Helmut Haller - Jupp Heynckes | - Uli Hoeneß - Horst Hrubesch - Bodo Illgner - Paul Janes - Oliver Kahn - Ulf Kirsten (játszott az NDK-ban is) - Hans-Jürgen Kreische - Jürgen Klinsmann - Miroslav Klose - Jürgen Kohler - Andreas Köpke - Ernst Lehner - Pierre Littbarski - Felix Magath - Sepp Maier - Lothar Matthäus - Andreas Möller - Dieter Müller - Gerd Müller - Günter Netzer - Wolfgang Overath | - Alfred Pfaff - Lukas Podolski - Helmut Rahn - Stefan Reuter - Karl-Heinz Rummenigge - Matthias Sammer (játszott az NDK-ban is) - Hans Schäfer - Bernd Schneider - Karl-Heinz Schnellinger - Harald 'Toni' Schumacher - Bernd Schuster - Bastian Schweinsteiger - Uwe Seeler - Uli Stielike - Fritz Szepan - Toni Turek - Eberhard Vogel - Berti Vogts - Rudi Völler - Fritz Walter - Wolfgang Weber - Philipp Lahm |

## Szövetségi kapitányok
| Név               | Időszak   | Mérk. | Győz. | Dönt. | Ver. | Sikerek |
| ----------------- | --------- | ----- | ----- | ----- | ---- | --- |
| DFB bizottság     | 1908–1927 | 63    | 18    | 13    | 32   | |
| Otto Nerz         | 1928–1936 | 70    | 42    | 10    | 18   | Bronzérem az 1934-es világbajnokságon |
| Sepp Herberger1   | 1936–1964 | 162   | 92    | 26    | 44   | Aranyérem az 1954-es világbajnokságon, 4. hely az 1958-as világbajnokságon |
| Helmut Schön      | 1964–1978 | 139   | 87    | 30    | 22   | Ezüstérem az 1966-os világbajnokságon, Bronzérem az 1970-es világbajnokságon, Aranyérem az 1972-es Európa-bajnokságon, Aranyérem az 1974-es világbajnokságon, Ezüstérem az 1976-os Európa-bajnokságon |
| Jupp Derwall      | 1978–1984 | 67    | 45    | 11    | 11   | Aranyérem az 1980-as Európa-bajnokságon, Ezüstérem az 1982-es világbajnokságon |
| Franz Beckenbauer | 1984–1990 | 66    | 36    | 17    | 13   | Ezüstérem az 1986-os világbajnokságon, Aranyérem az 1990-es világbajnokságon |
| Berti Vogts       | 1990–1998 | 102   | 67    | 23    | 12   | Ezüstérem az 1992-es Európa-bajnokságon, Aranyérem az 1996-os Európa-bajnokságon |
| Erich Ribbeck     | 1998–2000 | 24    | 10    | 6     | 8    | |
| Rudi Völler       | 2000–2004 | 53    | 29    | 11    | 13   | Ezüstérem a 2002-es világbajnokságon |
| Jürgen Klinsmann  | 2004–2006 | 34    | 20    | 8     | 6    | Bronzérem a 2005-ös konföderációs kupán, Bronzérem a 2006-os világbajnokságon |
| Joachim Löw2      | 2006–2021 | 98    | 78    | 11    | 9    | Ezüstérem a 2008-as Európa-bajnokságon, Bronzérem a 2010-es világbajnokságon, Aranyérem a 2014-es világbajnokságon, Aranyérem a 2017-es konföderációs kupán                                           |
|                   | Összesen2 | 860   | 500   | 174   | 186  | |

Jegyzetek
1. A statisztika tartalmazza a felosztás előtti Németország (1936–1942 – 65 mérkőzés: 40 győzelem, 12 döntetlen, 13 vereség) és a Német Szövetségi Köztársaság (1950–1964 – 97 mérkőzés: 52 győzelem, 14 döntetlen, 31 vereség) eredményeit is.
2. 2018. január 27. szerint.[64]

## Szakmai stáb

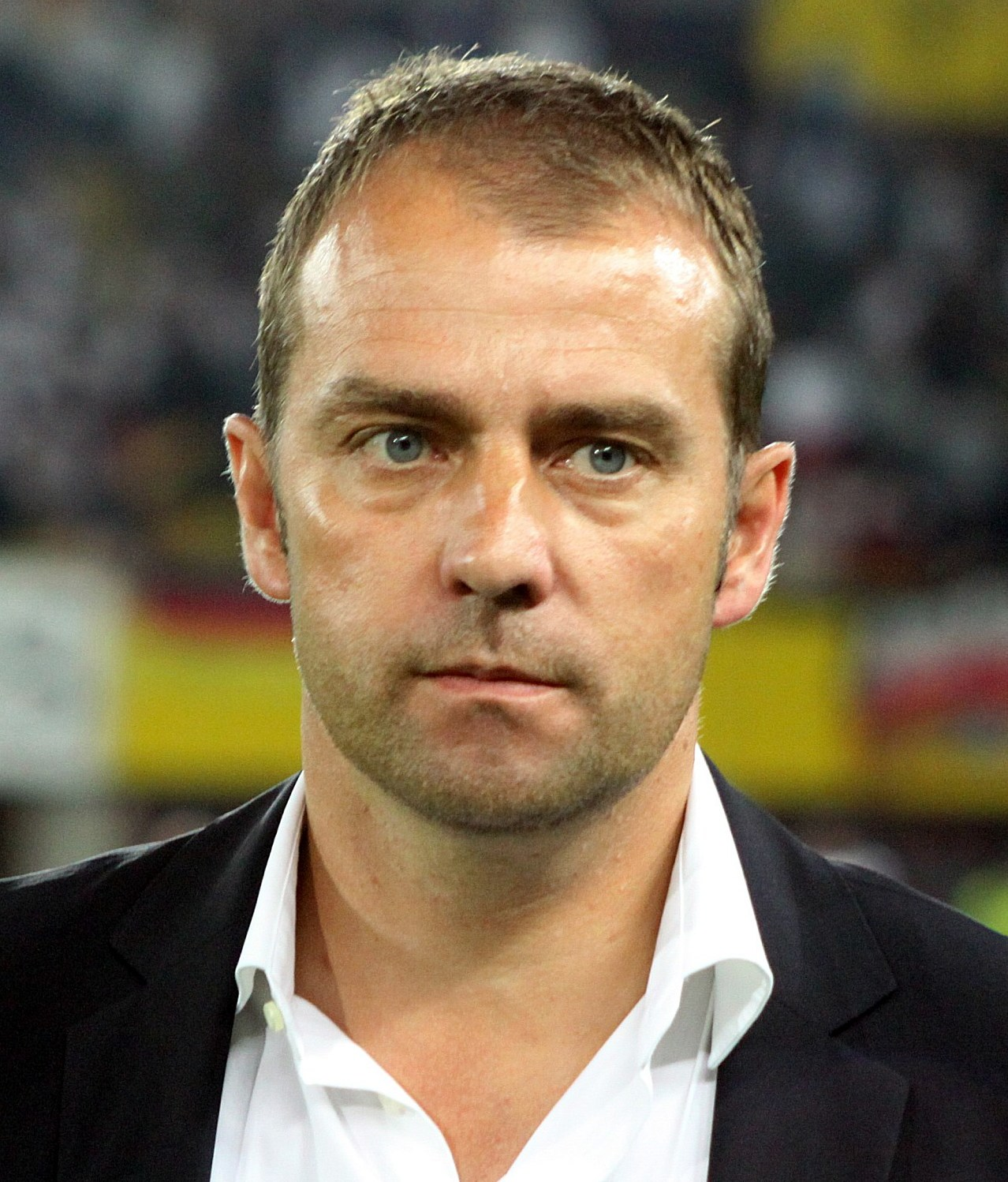
Hansi Flick a német válogatott jelenlegi szövetségi kapitánya

| Beosztás            | Név                 |
| ------------------- | ------------------- |
| Szövetségi kapitány | Hansi Flick         |
| Segédedző           | Marcus Sorg         |
| Segédedző           | Danny Röhl          |
| Kapusedző           | Andreas Kronenberg  |
| Erőnléti edző       | Yann-Benjamin Kugel |
| Csapatorvos         | Prof. Dr. Tim Meyer |
| Csapatmenedzser     | Oliver Bierhoff     |

## Stadion
A német válogatottnak nincs állandó stadionja, a hazai mérkőzéseiket az ország különböző stadionjaiban játssza.

## A válogatott szerelése

### Története

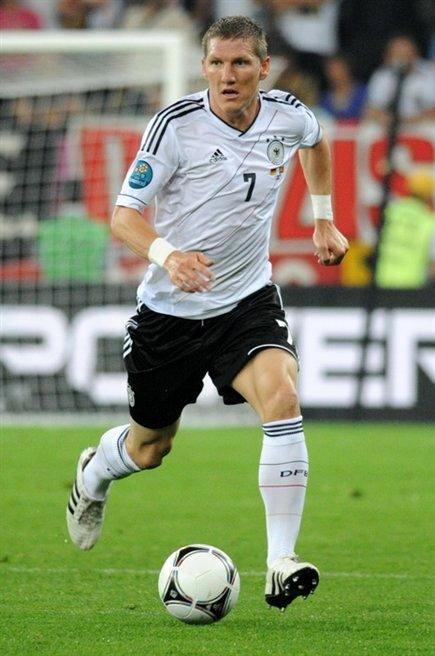
Bastian Schweinsteiger a hagyományos fehér alapú mezben 2012-ben

A válogatott hivatalos szerelését az adidas AG állítja elő. Az együttműködés 1954-ben kezdődött, a jelenlegi szerződésük 2018-ig tart. A Nike, Inc. 2007 augusztusában megpróbált egy nyolc évre szóló szerződést kötni a DFB-vel, melynek értelmében 500 millió eurót fizetett volna (ami hatszorosa annak, amit az adidas jelenleg fizet), de a szövetség amellett döntött, hogy folytatja az együttműködést a német székhelyű adidasszal. A jelenleg használt szerelést 2013 novemberében mutatták be.
A válogatott hazai szerelése mindig fehér mezből, fekete nadrágból és fehér sportszárból állt. A színek az északon elhelyezkedő német állam, Poroszország 19. századi zászlajára vezethető vissza. Az idegenben használt szerelés színösszeállítása számos alkalommal változott. A legtöbbször használt idegenbeli szerelés eredetileg zöld mezből, fehér nadrágból és zöld sportszárból állt, ami a DFB színeiből eredt. Más magyarázatok is vannak a zöld mezre. Az egyik szerint az ír válogatott tiszteletére választották (melynek a hazai meze zöld színű), amellyel az első barátságos mérkőzésüket játszották a II. világháború után (ez az adat azonban valótlan, ugyanis a háború utáni első mérkőzésüket Svájc ellen vívták). Egyéb magyarázatként ismert az is, amely a mérkőzés utáni mezcserével kapcsolatos. Az írek elleni találkozót követően a csapatok játékosai mezt cseréltek egymással, s mivel a németek annyira szegények voltak, hogy nem volt másik idegenbeli mezük, így az írektől kapott mezen a címert lecserélték, és azt használták ezt követően. A váltómeznél gyakran használt színek voltak a szürke és a fekete is, majd a feketéről pirosra módosult 2004 novemberében. A váltás Jürgen Klinsmann kérésére történt meg, aki azt az érvet hozta fel, hogy a pirosban játszó csapatok statisztikailag kimutathatóan sokkal sikeresebbek, és észlelhetően nagyobb félelmet keltenek az ellenfélben. A 2012-es EB küzdelmeire ismét zöld idegenbeli szerelést használt a válogatott az 1972-es EB győzelem 40. évfordulója alkalmából. A hazai mezeken továbbra is fellelhetőek a német nemzeti színek motívumai, melyek leglátványosabban a 2014-es labdarúgó-világbajnokság során kerültek előtérbe. 2014. július 13-a óta világbajnoki címvédőként köteles a válogatott feltüntetni a mez felületén a világbajnoki jelvényt egészen a következő 2018-as labdarúgó-világbajnokság döntőjéig. A válogatott története során most viseli első alkalommal a jelvényt.

### Mezek listája
Hazai
| 1908 | 1934-es vb |  | 1938-as vb | 1954-es vb | 1970-es vb | 1974-es vb | 1978-as vb | 1980-as Eb |

| 1982-es vb |  | 1984-es Eb | 1986-os vb | 1988-as Eb · 1990-es vb | 1992-es Eb | 1994-es vb | 1996-os Eb | 1998-as vb |

| 2000-es Eb | 2002-es vb | 2004-es Eb | 2006-os vb | 2008-as Eb | 2010-es vb | 2012-es Eb | 2014-es vb | 2016-os Eb | 2017-es Konföderációs kupa |

Idegenbeli
| 1954-es vb · 1958-as vb | 1966-os vb · 1970-es vb | 1974-es vb · 1978-as vb | 1980-as Eb · 1982-es vb | 1984-es Eb | 1986-os vb | 1988-as Eb · 1990-es vb | 1992-es Eb |

| 1994-es vb | 1996-os Eb | 1998-as vb | 2000-es Eb | 2002-es vb | 2004-es Eb | 2005-ös · Konföd. K. | 2006-os vb |

| 2008-as Eb | 2010-es vb | 2012-es Eb | 2014-es vb | 2016-os Eb |  | 2018-as Vb |